# HMS Dreadnought (1906)
«Дредно́ут» (англ. HMS Dreadnought — Корабель Його Величності «Безстрашний») — лінкор військово-морського флоту Великої Британії, спущений на воду та введений до експлуатації в 1906 році. Шостий корабель Королівського флоту з такою назвою. Флагманський корабель Флоту Метрополії (до 1911). Його поява зробила революцію у військово-морській справі, започаткувавши новий тип кораблів-дредноутів.
У побудові «Дредноута» було вперше реалізовано принцип «all-big-gun» («тільки великі гармати»). На броненосцях зазвичай встановлювали чотири гармати головного калібру (305-мм) та десять-чотирнадцять гармат проміжного (152—234 мм), а «Дредноут» мав на озброєнні лише десять гармат, але всі — 305-мм головного калібру. Він став першим у світі лінкором з паротурбінною силовою установкою та мав швидкість ходу у 21 вузол. Завдяки перевазі у швидкості лінкор міг обирати вигідну дистанцію бою, а завдяки більшій кількості 305-мм гармат мав тактичні переваги над іншими броненосцями. Водночас броньовий захист «Дредноута» був слабшим, ніж у закладених до нього броненосців типу «Лорд Нельсон».
Будівництво «Дредноута» стало значною подією в кораблебудуванні. Після його появи провідні морські держави світу почали будувати схожі лінійні кораблі з основним озброєнням з гармат одного калібру, що за назвою первістка отримали спільну назву — «дредноути». Гонка морських озброєнь перед Першою світовою війною призвела до появи «супердредноутів» із гарматами 343-мм, 356-мм та 381-мм калібру. На їхньому тлі «Дредноут» виглядав відверто слабким, тому під час Ютландської битви 1916 року, найбільшої морської битви Першої світової війни, перебував у «другій лінії» та не брав участі в бою.
Єдиним бойовим досягненням «Дредноута» став успішний таран німецького підводного човна «U-29» у 1915 році, капітаном якого був ас-підводник Отто Веддіген, що на початку війни потопив три британські броненосні крейсери «Абукір», «Крессі» та «Хог». Після закінчення війни застарілий «Дредноут» вивели до резерву у 1918 році і розібрали на метал.

## Передумови
«Хрещений батько» лінійного корабля «Дредноут» Джон Фішер з 13 років служив на флоті, пройшов шлях від низів до вершини британської військово-морської ієрархії. Із січня 1862 по березень 1863 Фішер був артилерійським інструктором на «Екселленті» — головному артилерійському навчальному кораблі британського флоту. З 1867 року він служив артилерійським офіцером на кораблях британського флоту, займався удосконаленням мінно-торпедного озброєння і розробляв пристрої та посібники із їх застосування.

Запропонована Фішером та Воттсом схема чотирибаштового броненосця, 1880-і роки

Починаючи з 1876 року Фішер командував декількома кораблями Королівського флоту. У січні 1881 року він вступив у командування гордістю британського флоту — новітнім броненосцем «Інфлексібл». Спроєктований головним будівничим флоту Натаніелем Барнабі корабель страждав від сильної хитавиці. Щоб усунути цей недолік, вирішили встановити вгамовувач хитавиці, дія якого ґрунтувалась на русі великих мас води у спеціальних цистернах з між бортами у протифазі з хитавицею. Роботами керував молодий корабельний інженер Філіп Воттс.
Воттс і Фішер швидко порозумілися і при обговоренні перспективи розвитку флоту висунули ідею створення броненосця, озброєного чотирма баштами з двома 406-мм гарматами кожна. На той час найпотужніші броненосці несли лише дві двогарматні башти. Розташування башт було результатом синтезу схем їх розміщення на «Девастейшені» та «Інфлексіблі» — по одній башті розташовувалися на кінцях корпуса, як на «Девастейшені», і ще дві — діагонально по бортах, як на «Інфлексіблі». Розрахункова водотоннажність корабля мала становити 16 000 т.
Головний конструктор флоту Натаніель Барнабі розкритикував проєкт. Він вважав непомірною ціну будівництва гігантського корабля і зауважив, що чотири гармати на бортах мали обмежений сектор ведення вогню та могли стріляти у напрямі протилежного борта лише у вузькому 20-градусному секторі біля траверзу. За уявленнями тактики бою того часу ставка робилася на дії таранного характеру, тому корабель повинен був мати можливість ведення сильного носового вогню, у проєкті ж Фішера — Воттса в носовому та кормовому секторах могли діяти лише від чотирьох до шести гармат. Крім того, скорострільність гармат того часу робила саму ідею створення такого занадто дорогого корабля безглуздою. Час створення великого броненосного корабля, озброєного великою кількістю однорідних великокаліберних гармат, ще не настав.
У 1891 році Фішер став контрадміралом, потім начальником морської артилерії, за тим — третім морським лордом (головним інспектором флоту) і командувачем флотом у Вест-Індії. Його відрізняли кипуча енергія, розум, рішучість, наполегливість, самодисципліна. Він знайшов друзів і однодумців, таких як Чарлз Мадден, Реджинальд Бекон, Персі Скотт, Джон Джелліко, Александер Грейсі (англ. Alexander Gracie), Філіп Воттс, Артур Вілсон. Його стрімка кар'єра і прямота сприяли появі табору противників, найвпливовішим з яких був лорд Чарлз Бересфорд — адмірал-аристократ. У 1899 році Фішера призначили на престижну посаду командувача Середземноморським флотом.
Типовий британський броненосець у 1890-х роках мав озброєння з чотирьох 305-мм та дванадцяти 152-мм гармат. Очікувана дистанція стрільби у бою становила 2000 ярдів (1800 м), оскільки система керування стрільбою не була відпрацьована, а оптичні приціли були неефективні. Швидкий розвиток торпедної зброї призвів до необхідності збільшити дистанцію артилерійського бою між броненосними кораблями супротивників аби броненосець мав можливість артилерійським вогнем зірвати вихід у торпедну атаку ворожих міноносців. З 1898 року Середземноморський флот почав практикуватися у стрільбі на далекі дистанції. Під керівництвом адмірала Фішера у 1899—1902 роках було відпрацьовано стрільбу на дистанції у 25—30 кбт (4600—5500 м). Значний внесок у розвиток способів артилерійської стрільби зробив Персі Скотт, чий крейсер 2-го рангу Середземноморського флоту «Сцилла» досяг на стрільбах результату у 80 % попадань замість звичних 20 %. У 1902 році він повторив свій успіх на крейсері «Террібл». У 1903 Персі Скотт був призначений командиром Артилерійської школи на острові Вейл, де він на науковій основі розробляв способи ведення вогню на великих дистанціях.
З 1901 практика стрільби на великі відстані стала постійною і до 1903 року очікувана дистанція бою зросла до 3000 ярдів (2700 м). Під час експериментальних стрільб на Середземному морі з дистанції 5000—6000 ярдів (4500—5400 м) виробили методику наведення по сплесках. За допомогою далекоміра визначалася початкова дистанція до цілі та встановлювалися початкові кути наведення гармати. Здійснювався постріл. Спостерігач відстежував сплеск від падіння снаряда і вносив поправки в кути вертикального та горизонтального наведення гармати. Спостерігач мав бути якомога вище — спочатку його розміщували на самому верху надбудови, потім на фор-марсі. Коригувальник мав передавати дані до гармат, тому без спеціально розробленої системи вогонь вівся повільно. У вересні 1903 року Рада Адміралтейства санкціонувала експериментальні стрільби, проведені на броненосці «Венерабл» на Середземноморському флоті та «Вікторієс» на флоті Каналу. Спільна доповідь обох комісій була зроблена у травні 1904 року. Попри розбіжності з низки питань, комісії зійшлися на тому, що при коригуванні вогню по сплесках та наявності відповідної системи керування стрільбою ефективний вогонь можна вести на дистанціях до 8000 ярдів (7200 м). На «Венераблі» дійшли висновку, що наведення можливе лише за централізованого ведення вогню. Усі гармати мали наводитися і робити постріл одночасно, а не індивідуально, як це було раніше.
Спільним висновком стало те, що на дальній дистанції 152-мм гармати ставали неефективними, бо не могли пробити броню супротивника. Вони створювали труднощі при коригуванні вогню, оскільки сплески від 152-мм снарядів було важко відрізнити з-поміж сплесків від снарядів головного калібру. Спочатку вирішили збільшити калібр допоміжної артилерії, але тоді відрізнити сплески було б іще складніше. Найрадикальнішим рішенням здавалася відмова від допоміжної артилерії на користь єдиного головного калібру. При проєктуванні броненосців типу «Лорд Нельсон» розглядалася низка варіантів із єдиним озброєнням із дванадцяти й навіть шістнадцяти 254-мм гармат. Конструктор Джон Нарбет пропонував трохи збільшити водотоннажність, щоб встановити на новому кораблі дванадцять 305-мм гармат, але врешті решт на встановлення єдиного калібру на новому броненосці не наважилися, обмежившись збільшенням калібру допоміжної артилерії до 234 мм.
На початку XX століття основною тактикою застосування броненосців вважався лінійний бій. Кораблі вишиковувалися в лінію і рухалися паралельним курсом відносно лінії броненосців супротивника, обстрілюючи кораблі, що перебувають навпроти. Важливою тактичною перевагою деякі флотоводці вважали можливість «накреслити риску над Т» — випередити колону супротивника і вийти курсом їй навперейми; при цьому повний бортовий вогонь своїх кораблів був сконцентрований на головному кораблі противника, який міг відповідати лише з носових гармат. Оскільки на головному кораблі зазвичай перебував командувач ескадрою, швидке виведення його з ладу могло привести до безладу в командуванні й забезпечити виграш бою. При зростанні дистанції стрільби здійснити цю тактику було складніше, оскільки повільніша ескадра могла відвернути вбік. З усім тим, Фішер продовжував вважати перевагу у швидкості важливою, оскільки висока швидкість дозволяла тримати вигідну дистанцію бою, на якій реалізовувалася перевага залпової стрільби головним калібром, коли противник не міг застосувати допоміжну артилерію.

Схема «ідеального лінкора» для британського флоту, запропонована Вітторіо Куніберті у 1903 році

Тим часом ідеї побудови однокаліберного лінкора висловлювалися і в інших флотах світу. Головний конструктор італійського флоту Вітторіо Куніберті запропонував побудувати лінкор із єдиним озброєнням з 305-мм гармат. Оскільки італійський флот його ідеї не підтримав, він опублікував у британському збірнику «Бойові кораблі» Джейна за 1903 рік статтю «Ідеальний корабель для британського флоту», де пропонував побудувати корабель водотоннажністю 17 000 т, швидкістю ходу 24 вузли та головним броньовим поясом завтовшки 305 мм. Озброєння складали дванадцять 305-мм гармат: дві двогарматні башти на носі та кормі, ще пара — по бортах, а решта  — в бортових одногарматних баштах. Стаття викликала бурхливу дискусію серед британських офіцерів. Попри те, що проєкт втілював ідеї Фішера про швидкохідний та добре озброєний корабель, його визнали занадто екстравагантним, а його критика, можливо, і спричинила відмову Адміралтейства від застосування єдиного калібру на «Лорді Нельсоні».
Ще в березні 1902 року в журналі американського Військово-морського інституту «Proceedings» опублікували проєкт лейтенанта Метта Г. Сіньйора, в якому пропонувалося озброєння з двох тригарматних з калібром 305 мм та двох бортових тригарматних з калібром 254 мм башт. Під час обговорення проєкту експерт флоту з артилерії професор П. Р. Елджер запропонував замість тригарматних башт різнорідного калібру використовувати чотири двогарматних з калібром 305-мм башти, що стало однією з перших пропозицій корабля «all big gun» (укр. лише великі гармати). Велику роль у розвитку флоту відіграв американський президент Теодор Рузвельт[яку?]. На щорічній конференції в Ньюпорті влітку 1903 року розглянуто проєкт лейтенант-коммандера Г. С. Поундстоуна з гексагональним розташуванням шести двогарматних з калібром 280-мм башт. На проведених військово-морських іграх цей корабель мав перевагу над трьома броненосцями існуючого типу. На конференції зробили висновок про необхідність будівництва корабля з єдиним головним калібром, але не визначили сам калібр — 280-мм чи 305-мм. Зрештою, за підтримки ентузіаста артилерійської справи лейтенант-коммандера Вільяма Сімса, американського президента Рузвельта переконали вибрати для нового проєкту американського лінкора типу «Саут Керолайна» єдиний калібр 305-мм. Роботи з його проєктування та будівництва йшли повільно, і хоча проєктування розпочали ще у вересні 1904 року, новий корабель заклали лише у 1906 році, а в експлуатацію ввели вже після «Дредноута».

## Проєктування

### Попередні проєкти
| Проєкт HMS «Untakeable», листопад 1904 року | Проєкт HMS «Untakeable», листопад 1904 року | Проєкт HMS «Untakeable», листопад 1904 року |
|                                             | Варіант «A»                                 | Варіант «B»                                 |
| ------------------------------------------- | ------------------------------------------- | ------------------------------------------- |
| Водотоннажність, довг. тонн                 | 16 000                                      | 16 000                                      |
| Швидкість, вузли                            | 21                                          | 21                                          |
| Потужність паромашинної установки, к. с.    | 30 000                                      | 30 000                                      |
| Озброєння                                   | 8 × 2 — 254-мм                              | 4 × 2 — 305 мм                              |
| Бронювання, мм                              |                                             |                                             |
| головний пояс                               | 254                                         | 305                                         |
| верхній пояс                                | 178                                         | 228,6                                       |
| барбети                                     | 254                                         | 305                                         |
| палуби                                      | 25,4—51                                     | 25,4—51                                     |

У серпні 1903 року Фішер став командувачем флоту Метрополії та прибув до Портсмуту. Він запросив Гарда (англ. Esq. W. H. Gard) з Мальти, який став головним конструктором Портсмутської верфі. Фішер доручив Гарду розробити проєкти лінійного корабля «Untakeable» (укр. «Неприступний») і броненосного крейсера «Unapproachable» (укр. «Недосяжний»). Водотоннажність обох кораблів була однаковою — 15 900 т. Лінійний корабель, озброєний шістнадцятьма 254-мм гарматами, мав розвивати швидкість 21 вузол. Броненосний крейсер із шістнадцятьма 234-мм гарматами мав розвивати швидкість 25,5 вузла. 254-мм гармати замість 305-мм Фішер обрав на підставі аргументів шотландського фізика й балістика Ендрю Нобла, представлених у 1902 році. Нові 254-мм гармати мали добру бронепробивність і відмінну скорострільність, залишаючись легшими за 305-мм гармати, тому можна було розмістити більшу їхню кількість.
Ескізні проєкти розповсюдили серед найближчого оточення Фішера. Найбільше критикували вибір головного калібру. Адмірали Реджинальд Бекон, Чарлз Мадден і Генрі Дженсон висловилися на користь 305-мм гармати для обох кораблів. Аргументи Бекона зводилися до того, що на великій дальності скорострільність не відіграє великої ролі, оскільки для коригування стрільби по сплесках все одно слід дочекатися падіння снаряда; важливішою є потужність снарядів, яка у 305-мм снаряда буде більшою внаслідок більшої маси. Під тиском цих аргументів Фішер доручив Гарду опрацювати альтернативний варіант «B» із 305-мм гарматами. У жовтні 1904 року, при вступі на посаду Першого морського лорда, Фішер представив кабінету міністрів програму реформування флоту та проєкти броненосного крейсера і лінкорів «A» та «B». Обидва варіанти лінкора несли озброєння у двогарматних баштах: по одній башті було на носі та кормі, інші — по бортах.
Головною причиною суперечок був вибір гармат головного калібру. Фішер та Філіп Воттс (на той час уже Головний будівничий Королівського флоту) спочатку були прихильниками вибору 254-мм гармат, але зрештою на засіданні Ради флоту в грудні 1904 року було ухвалене рішення про вибір калібру в 305 мм і для лінкора, і для крейсера. Враховуючи давню ідею Фішера про швидкохідний і добре озброєний крейсер, що витіснить лінкор у флоті майбутнього, встановлення на крейсер уніфікованого з лінкором головного калібру, можливо, стало для нього вирішальним аргументом. Важливу роль також відіграли підсумки бою у Жовтому морі, за результатами якого стрільба 254-мм гармат на дальній дистанції була визнана недостатньо ефективною.
В жовтні 1904 року за наказом Фішера відділу головного будівничого було доручено розробити низку проєктів лінкорів із 305-мм гарматами. Точного тактико-технічного завдання не висували, тому було зроблено загальні розрахунки чотирьох варіантів з озброєнням із восьми та дванадцяти 305-мм гармат, з поршневими паровими машинами та 20-21-вузловою швидкістю. Наприкінці листопада помічник головного будівничого Джон Нарбет представив Фішеру розрахунки з коментарем, що ефективність силової установки потрібно підвищити на 10 %. Наступні три проєкти, всі з вісьмома і дванадцятьма 305-мм гарматами, було розглянуто як з поршневими, так і з турбінними силовими установками.
| Варіанти швидкісного лінкора, 26 листопада 1904 року | Варіанти швидкісного лінкора, 26 листопада 1904 року | Варіанти швидкісного лінкора, 26 листопада 1904 року | Варіанти швидкісного лінкора, 26 листопада 1904 року |
|                                                      | А                                                    | В                                                    | С                                                    |
| ---------------------------------------------------- | ---------------------------------------------------- | ---------------------------------------------------- | ---------------------------------------------------- |
| Довжина × ширина, м                                  | 140,2 × 24,8                                         | 130 × 25,1                                           | 125 × 25,3                                           |
| Водотоннажність, довгих тонн                         |                                                      |                                                      |                                                      |
| з паровою машиною                                    | 16 500                                               | 15 750                                               | 15 000                                               |
| з турбінами                                          | 16 000                                               | 15 350                                               | 14 700                                               |
| Швидкість, вузли                                     | 21                                                   | 20                                                   | 19                                                   |
| Озброєння                                            | 4 × 2 — 305-мм                                       | 4 × 2 — 305-мм                                       | 4 × 2 — 305-мм                                       |
| Схема                                                | Очікуваний зовнішній вигляд варіанту А               | Очікуваний зовнішній вигляд варіанту В               | Очікуваний зовнішній вигляд варіанту С               |

### Комітет з проєктування та проєкт «Дредноута»
Фішер обійняв посаду Першого морського лорда, маючи на меті велику модернізацію флоту. В його плани входило будівництво нових типів лінкорів, броненосних крейсерів, міноносців та підводних човнів. За поданням Фішера задля полегшення просування його ідей Рада Адміралтейства 6 грудня 1904 року заснувала спеціальний «Комітет із проєктування» (англ. Committee on Designs). За задумом Фішера, колегіальне рішення запрошених до комітету авторитетних фахівців мало зменшити неминучий шквал критики та труднощі з просуванням проєктів нових кораблів. З усім тим, для полегшення завдання Фішер постарався включити до складу комітету своїх прихильників та однодумців. 22 грудня 1904 року було затверджено склад комітету, до якого увійшли:
- контрадмірал Людвіг Баттенберг (начальник розвідки флоту[en]);
- контрадмірал-інженер Джон Дарнстон (англ. John Durnston, головний інженер-механік флоту);
- контрадмірал Альфред Уїнслоу (англ. Alfred L. Winsloe, начальник торпедних сил флоту);
- кептен Генрі Джексон (англ. Henry B. Jackson, контролер флоту, третій морський лорд);
- кептен Джон Джелліко (головний артилерист флоту[ком. 1]);
- кептен Чарльз Медден (англ. C. E. Madden; заступник інспектора);
- кептен Реджинальд Бекон (англ. Reginald H. T. Bacon, помічник першого морського лорда);
- Філіп Воттс (головний будівничий флоту);
- лорд Кельвін, фізик;
- професор Байлс (вчений-кораблебудівник, університет Глазго);
- Джон Торнікрофт (англ. John Isaac Thornycroft), директор та власник однойменної суднобудівної компанії;
- Александер Грейсі (директор суднобудівної компанії «Ферфілд»);
- Едмунд Фруд[en] (начальник експериментальної бази Адміралтейства);
- Вільям Гард (англ. W. H. Gard, головний конструктор);
- Вілфрі Гендерсон (англ. W. Henderson, секретар комітету);
- Генрі Мітчелл (англ. B. H. Mitchell, помічник конструктора та секретаря комітету).

Джон Фішер виконував роль голови та офіційно не входив до складу комітету. Конструктор Джон Нарбет формально входив у комітет, але фактично займався розробкою ескізних проєктів. До завдань комітету входило вироблення тактико-технічних завдань на нові кораблі. Формально рішення комітету мали рекомендаційний характер, і офіційно за проєкт відповідав головний будівничий флоту Філіп Воттс; насправді ж думка комітету, сформована під керівництвом Фішера, сприймалася головним будівничим як керівництво до дії.
На першому засіданні Комітету, що відбулося 3 січня 1905 року, Фішер оголосив рішення Ради флоту про вимоги до майбутнього лінкору. Той повинен був мати 21-вузлову швидкість та озброєння з 305-мм гармат. Кількість гармат головного та протимінного калібру мала бути якомога більшою. Лінкор мав вільно розміщуватися в доках основних баз флоту — Портсмуту, Девонпорту, Гібралтару і Мальти.
| Ескізні проєкти «Дредноута»                         | Ескізні проєкти «Дредноута»                           | Ескізні проєкти «Дредноута»                           | Ескізні проєкти «Дредноута»                           | Ескізні проєкти «Дредноута»                           | Ескізні проєкти «Дредноута»                           | Ескізні проєкти «Дредноута»                           |                   |
| Проєкт                                              | E                                                     | F                                                     | G                                                     | D                                                     | D1                                                    | D2                                                    |                   |
| --------------------------------------------------- | ----------------------------------------------------- | ----------------------------------------------------- | ----------------------------------------------------- | ----------------------------------------------------- | ----------------------------------------------------- | ----------------------------------------------------- | ----------------- |
| Дата проєкту                                        | 4 січня 1905 року                                     | 4 січня 1905 року                                     | 4 січня 1905 року                                     | 4 січня 1905 року                                     | 4 січня 1905 року                                     | 4 січня 1905 року                                     | 4 січня 1905 року |
| Довжина (між перпендикулярами) × ширина × осадка, м | 167,6 × 25,9 × 8,2                                    | 161,5 × 25 × 7,9                                      | 167,6 × 25,9 × 8,2                                    | 158,4 × 25,6 × 8,2                                    | 152,4 × 25,3 × 8,2                                    | 152,4 × 25,3 × 8,2                                    |                   |
| Тип та потужність ЕУ, к. с.                         | ПМ 27 500                                             | ПМ 25 000                                             | ПМ 27 500                                             | ПМ 23 500                                             | ПТ 23 000                                             | ПТ 23 000                                             |                   |
| Максимальна швидкість, вузли                        | 21                                                    | 21                                                    | 21                                                    | 21                                                    | 21                                                    | 21                                                    |                   |
| Бронювання                                          | Як у «Лорда Нельсона» — пояс, башти та барбети 305 мм | Як у «Лорда Нельсона» — пояс, башти та барбети 305 мм | Як у «Лорда Нельсона» — пояс, башти та барбети 305 мм | Як у «Лорда Нельсона» — пояс, башти та барбети 305 мм | Як у «Лорда Нельсона» — пояс, башти та барбети 305 мм | Як у «Лорда Нельсона» — пояс, башти та барбети 305 мм |                   |
| Озброєння, ГК                                       | 12 × 305 мм                                           | 10 × 305 мм                                           | 12 × 305 мм                                           | 12 × 305 мм                                           | 12 × 305 мм                                           | 12 × 305 мм                                           |                   |
| Протимінний калібр                                  | 16 × 102 мм                                           | 16 × 102 мм                                           | 16 × 102 мм                                           | 35 × (76 мм та 47 мм)                                 | 35 × (76 мм та 47 мм)                                 | 35 × (76 мм та 47 мм)                                 |                   |
| Торпедні апарати                                    | 6                                                     | 6                                                     | 6                                                     | 5                                                     | 5                                                     | 5                                                     |                   |
| Статті вагового навантаження, дов. тонн             |                                                       |                                                       |                                                       |                                                       |                                                       |                                                       |                   |
| Корпус                                              | 6540                                                  | 6100                                                  | 6540                                                  | 6450                                                  | 6250                                                  | 6250                                                  |                   |
| Обладнання                                          | 600                                                   | 600                                                   | 600                                                   | 600                                                   | 575                                                   | 575                                                   |                   |
| Озброєння                                           | 3860                                                  | 3280                                                  | 3860                                                  | 3775                                                  | 3775                                                  | 3775                                                  |                   |
| Енергетична установка                               | 2500                                                  | 2300                                                  | 2500                                                  | 2200                                                  | 1700                                                  | 1700                                                  |                   |
| Бронювання                                          | 6400                                                  | 5620                                                  | 6400                                                  | 4875                                                  | 4700                                                  | 4700                                                  |                   |
| Вугілля                                             | 900                                                   | 900                                                   | 900                                                   | 900                                                   | 900                                                   | 900                                                   |                   |
| Запас водтоннажності                                | 200                                                   | 200                                                   | 200                                                   | 200                                                   | 100                                                   | 100                                                   |                   |
| Проєктна водотоннажність                            | 21 000                                                | 19 000                                                | 21 000                                                | 19 000                                                | 18 000                                                | 18 000                                                |                   |
| Схема                                               |                                                       |                                                       |                                                       |                                                       |                                                       |                                                       |                   |

На нараді були розглянуті варіанти «E» та «F» Фішера і Гарда з лінійно-піднесеним розташуванням башт на краях корпусу. У варіанті «E» по три башти розміщувалося в носі та кормі, у варіанті «F» — три в носі й дві в кормі. Проєкти найповніше задовольняли вимоги Фішера та адмірала Артура Вілсона про максимальний бортовий та сильний поздовжній вогонь, але викликали заперечення зі сторони Джона Джелліко, який висловив припущення, що працездатність нижніх башт буде сумнівною через можливий вплив дульних газів від піднесених башт при пострілі. Через побоювання, що в результаті одного вдалого влучання можуть бути виведені з ладу одразу 2-3 башти, ці проєкти відкинули.
Наступного дня було розглянуто ще один проєкт, представлений Фішером та Гардом, — під літерою «G». У ньому шість двогарматних башт були розташовані двома групами в носі та кормі. Башти розташовувалися на одному рівні, одна попереду і дві ближче до середини корабля по бортах. Проєкт також не викликав ентузіазму, бо окрім ризику виведення з ладу всієї групи башт одним снарядом, для розміщення погребів боєзапасу бортових башт лінкор повинен був мати занадто повні обводи в носі та кормі.
Наступними було розглянуто низку варіантів під загальною літерою «D», розроблених Нарбетом з урахуванням його пропозиції 1903 року в проєкті «Лорд Нельсон». У всіх випадках озброєння складалося з шести двогарматних башт з 305-мм гарматами. Варіант «D» був із поршневими машинами. По одній башті було в носі та кормі, і дві пари башт розташовувалися побортно всередині корпусу. Варіант «D2» був варіантом «D» з турбінною установкою. Варіант «D1» був аналогічний «D2», але бортові башти розташовувалися ближче до центру корабля. Усі варіанти забезпечували бортовий вогонь із восьми гармат і поздовжній — із шести.
Варіанти в цілому отримали позитивну оцінку, але для економії ваги було запропоновано замінити кормову пару бортових башт однією в діаметральній площині, розмістивши її між машинними та котельними відділеннями. Проєкт отримав літеру «H» і був розглянутий 13 січня 1905 року. Таке розташування башт головного калібру було схвалено, і комітет зосередився на виборі енергетичної установки. 18 січня розглянули розрахунки за двома варіантами проєкту «H» — із поршневою та турбінною машинними установками. У британському флоті ще не було досвіду застосування турбінної установки на великому кораблі, тому, попри економію близько 1100 т водотоннажності, обрати турбінну установку не наважувалися. Тільки після того, як винахідник турбін сер Чарлз Парсон погодився допомагати при розробці детального технічного проєкту силової установки, для проєкту лінкора остаточно було обрано турбіни. Дані за джерелами розрізняються і датами рішення з вибору турбін називаються як 18, так і 25 січня.
| Варіанти проєкту «H» від 18 січня 1905 року | Варіанти проєкту «H» від 18 січня 1905 року | Варіанти проєкту «H» від 18 січня 1905 року |
|                                             | з турбінами                                 | з паровими машинами                         |
| ------------------------------------------- | ------------------------------------------- | ------------------------------------------- |
| Довжина (між перпендикулярами) × ширина, м  | 149,4 × 25,3                                | 152,4 × 25,6                                |
| Силова установка, к. с.                     | ПТ 23 000                                   | ПМ 23 500                                   |
| Швидкість, вузли                            | 21                                          | 21                                          |
| Озброєння ГК                                | 10 × 305-мм                                 | 10 × 305-мм                                 |
| Протимінний калібр                          | 14 × 102-мм                                 | 14 × 102-мм                                 |
| Бронювання, мм                              |                                             |                                             |
| Головний пояс                               | 305                                         | 305                                         |
| Траверзи                                    | 203                                         | 203                                         |
| Барбети                                     | 305                                         | 305                                         |
| Башти — стінки / дах                        | 305 / 76                                    | 305 / 76                                    |
| Бойова рубка                                | 305                                         | 305                                         |
| Статті вагового навантаження, довгих тонн   |                                             |                                             |
| Корпус                                      | 6150                                        | 6350                                        |
| Озброєння                                   | 3300                                        | 3300                                        |
| ЕУ                                          | 1700                                        | 2400                                        |
| Бронювання                                  | 5000                                        | 5200                                        |
| Запаси                                      | 600                                         | 600                                         |
| Вугілля                                     | 900                                         | 900                                         |
| Запас водотоннажності                       | 100                                         | 100                                         |
| Проєктна водотоннажність                    | 17 750                                      | 18 850                                      |
| Схема                                       |                                             |                                             |

На засіданнях з 25 січня до 21 лютого розглядалися деталі проєкту. Було розглянуто вибір та розміщення елементів енергетичної установки, вибір кількості гребних гвинтів. Пропонувались три-, чотири-, п'яти- і навіть шестигвинтовий варіанти, але зупинилися на чотиригвинтовому.
На засіданнях низки підкомітетів було уточнено інші вимоги. Російсько-японська війна показала важливість протиторпедного захисту, тому було запропоновано зменшити товщину поясу з 305 до 279 мм та встановити в підводній частині корпусу в районі погребів протиторпедні екрани. У підкомітеті за участю Джексона, Джелліко та Маддона запропонували встановити триногу щоглу та використовувати її як опору для шлюпкового крана-дерріка. У результаті щогла була розташована за димовою трубою, що згодом призвело до проблем із задимленням розташованого на фор-марсі коригувального посту.
23 січня було затверджено поділ корпусу в підводній частині на якомога більше водонепроникних відсіків, виключивши поздовжні переходи нижче головної броньової палуби та мінімізувавши отвори в поперечних перебірках для паропроводів і кабелів. Кожен сформований водонепроникний відсік мав бути оснащений власною системою вентиляції та водовідкачувальних помп. Того ж дня було зроблено вибір на користь 76-мм гармат, на яких наполягало Адміралтейство: у порівнянні зі 102-мм гарматами їх можна було розмістити більше, і вони були скорострільніші. Попередні проєкти, окрім «H», мали кліперську форму носової частини, але за наполяганням Фішера фінальний проєкт отримав носову частину зі штевнем, що ззовні нагадував таран.
Комітет рекомендував замінити в проєкті «Лорда Нельсона» 234-мм гармати на 305-мм і побудувати «Дредноут» у найкоротші терміни, щоб якнайшвидше провести його випробування. До завершення випробувань «Дредноута» та підтвердження ефективності нововведень було рекомендовано не розпочинати будівництво нових лінкорів.

## Конструкція

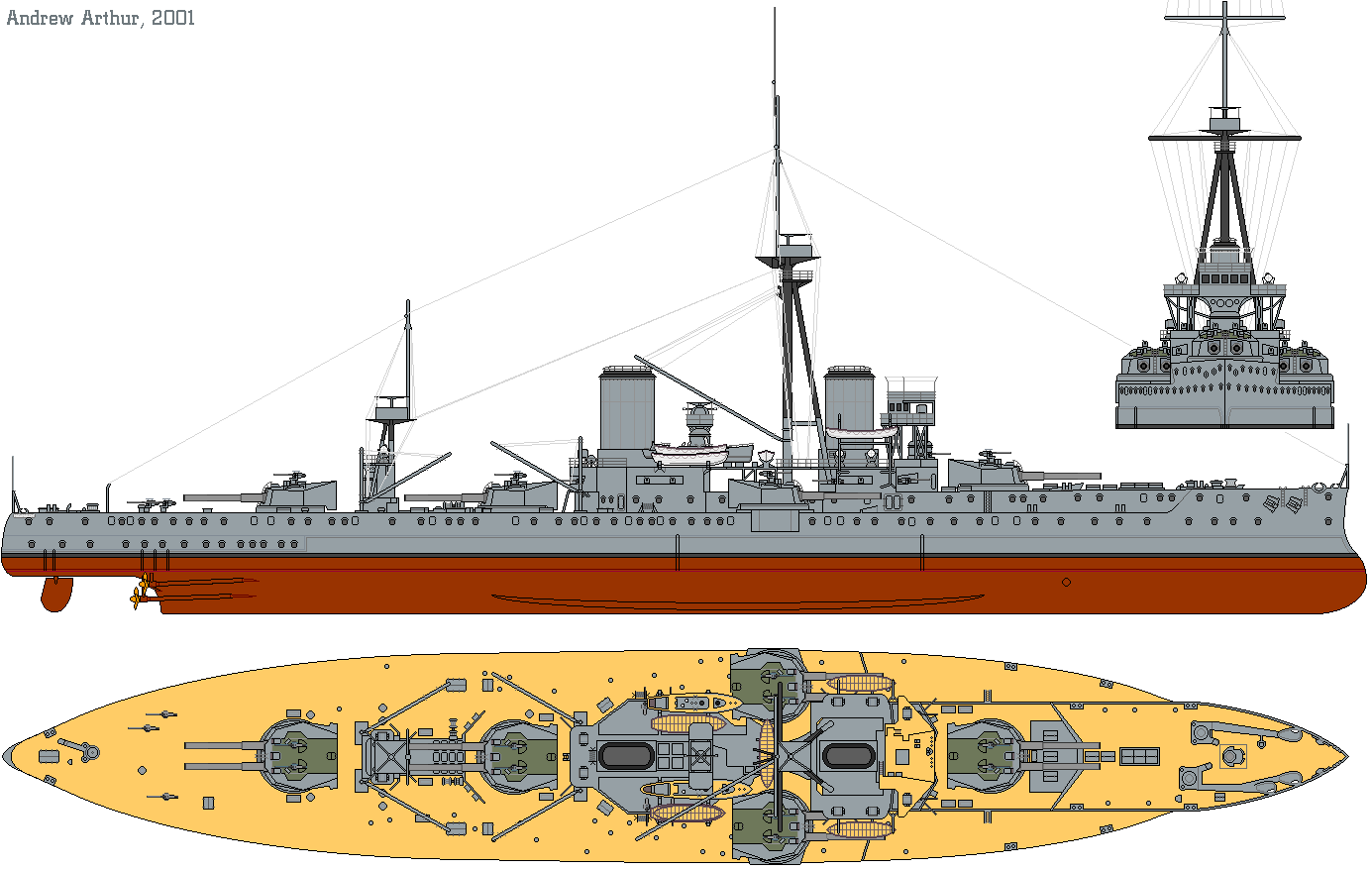

Заради демонстрації переваг концепції нового лінкора Фішер прагнув показати, що це не просто збільшення розмірів корабля, а інший підхід до проєктування. Тому кораблебудівники були зв'язані жорстким обмеженням зростання водотоннажності та вартості, яке мало вкладатися в типове зростання цих параметрів від серії до серії британських броненосців.

### Корпус
| Статті вагового навантаження для нормальної водотоннажності | Статті вагового навантаження для нормальної водотоннажності | Статті вагового навантаження для нормальної водотоннажності | Статті вагового навантаження для нормальної водотоннажності | Статті вагового навантаження для нормальної водотоннажності |
|                                                             | проєкт 12 травня 1905                                       | фактично серпень 1906                                       | фактично червень 1907                                       | фактично листопад 1907                                      |
| ----------------------------------------------------------- | ----------------------------------------------------------- | ----------------------------------------------------------- | ----------------------------------------------------------- | ----------------------------------------------------------- |
| Корпус                                                      | 6100                                                        | 6215                                                        | 6400                                                        | 6400                                                        |
| Обладнання та запаси                                        | 650                                                         | 641                                                         | 648,7                                                       | 671,2                                                       |
| Озброєння                                                   | 3100                                                        | 3140                                                        | 3102                                                        | 3105                                                        |
| Енергетична установка                                       | 1990                                                        | 2035                                                        | 1980                                                        | 2147                                                        |
| Інженерні запаси                                            | 60                                                          | 60                                                          |                                                             |                                                             |
| Бронювання                                                  | 5000                                                        | 5129                                                        | 5160                                                        | 5160                                                        |
| Вугілля                                                     | 900                                                         | 900                                                         | 900                                                         | 900                                                         |
| Запас водотоннажності                                       | 100                                                         |                                                             |                                                             |                                                             |
| ВСЬОГО                                                      | 17 900                                                      | 18 120                                                      | 18 190,7                                                    | 18 383,2                                                    |

Поздовжній розріз лінкора «Дредноут»
ПВ — відсік пароконденсаторів та допоміжного обладнання; МВ — машинне відділення; КВ — котельне відділення; ВП — водонепроникна перебірка; ВШ — водонепроникний шпангоут
1 — кормовий шпильовий пристрій; 2,4 — погреби бойових частин торпед; 3 — кубрики матросів; 5 — кормовий артилерійський коригувальний пост; 6 — шахти системи вентиляції машинного відділення; 7 — шахти системи вентиляції котельного відділення; 8 — кормова бойова рубка; 9 — адміральська рубка; 10 — носовий артилерійський коригувальний пост; 11 — штурманська рубка; 12 — ходова рубка; 13 — носова бойова рубка; 14 — каюти офіцерів; 15 — рятувальний лаз; 16 — вентиляційні шахти; 17 — носовий шпиль; 18 — диферентна цистерна; 19 — привід носового шпиля; 20 — відсік носових траверзних ТА; 21 — зарядний погреб протимінного калібру; 22 — снарядний погреб протимінного калібру; 23 — система підйому шлаку з котельних відділень; 24 — запас прісної води для котлів; 25 — вугільний бункер; 26 — шлюзи для подачі вугілля з вугільних ям; 27 — ліфт; 28 — запас нафти; 29 — запас резервної води; 30 — кормові траверзні ТА; 31 — запас питної води; 32 — кормовий ТА

Для досягнення високої, як для лінкора, швидкості у 21 вузол, корпусу «Дредноута» надали принципово нову форму. Обводи на носі були сильно звужені, а мідель мав практично прямокутну форму і був зміщений далі в корму. Розвал нижньої частини кормових шпангоутів забезпечив безвихрове обтікання збігаючого потоку. Така форма корпусу була розроблена під керівництвом Дж. Норбета. У дослідному басейні випробували натурну модель, яка показала, що для досягнення 21 вузла буде достатньо потужності 23 000 к. с. Директор дослідного басейну Адміралтейства Едмунд Фруд не довіряв цим даним та організував випробування ще п'яти моделей класичної форми, які показали, що потрібна потужність становить 28 000 к. с. Після дослідів із сьомою моделлю Фруд схвалив нову форму корпусу, що дозволяла заощадити 5000 к. с., після чого до Адміралтейства були відіслані криві «швидкість/потужність». Ця економія потужності дозволила відмовитися від одного ряду котлів, скоротити довжину корпусу на 8 м та водотоннажність на 1500 т.
1 — кутовий профіль 89×76 мм товщиною 5 мм;
2 — кутовий профіль 102×102 мм товщиною 8,25 мм;
3 — кутовий профіль 89×89 мм товщиною 6,35 мм;
6 — бракет;
7 — кутовий профіль 229×89 мм товщиною 11,4 мм;
8 — покриття верхньої палуби, тик завтовшки 76 мм;
9 — Z-подібний профіль 152×89×76 мм завтовшки 8,9 мм;
10 — верхня палуба;
11 — полиця для укладання протиторпедних сіток;
12 — бімс з кутового профілю 229 89 мм товщиною 14,6 мм;
13 — головна палуба;
14 — зовнішня обшивка;
15 — 203-мм броньова плита головного бронепоясу;
16 — 279-мм броньова плита головного бронепоясу, з кліноподібним скосом у підводній частині до 178 мм;
17 — тикова підкладка під броню, 63,5 мм у найтоншому місці;
18 — сталевий лист 8,9 мм;
19 — стрингер зі сталевого листа 7,62 мм;;
20 — настил вугільного бункера - сталевий лист 8,9 мм;
21 — скіс, верхній шар, броньова сталь (нецементована броня Круппа) 25,4 мм;
22 — скіс, середній шар суднобудівної сталі 19 мм;
23 — скіс, нижній шар суднобудівної сталі 25,4 мм;
Розроблений у режимі вагової економії корпус мав масу лише 5000 т, стільки ж, скільки у броненосця 1894 року «Маджестік», з меншою на 3000 т нормальною водотоннажністю. Під час проєктування корпусу ввели уніфікацію конструктивних елементів, що скоротило їхню номенклатуру і прискорило заготівельні роботи на стапельному етапі будівництва.
Форму носового краю було змінено, відмовившись від таранного шпірона. Для поліпшення мореплавних якостей лінкор отримав напівбак, який збільшив висоту борту носа до 8,54 м, а носові шпангоути отримали значний розвал назовні. Завдяки вжитим заходам «Дредноут» мав добру мореплавність, а напівбак майже не заливався на хвилях.
Від поділу на дрібні глухі відсіки міждонного простору під машинно-котельними відділеннями відмовилися, оскільки він використовувався для зберігання нафти. Були використані легкі флори та бракети, що зекономило вагу корпусу та полегшило доступ у ці відсіки.
Для збільшення живучості в бою була забезпечена висока остійність, але через зростання метацентричної висоти збільшилася бортова хитавиця. Позитивну роль задля її зменшення грав прямокутний мідель, проте цього було недостатньо. Від використання цистерн — активних заспокійників хитавиці — відмовилися, оскільки подібна система мала значну вагу і показала себе неефективною при встановленні на броненосцях «Інфлексібл» та «Колоссус». Були встановлені скулові кілі великої площі, що займали майже половину корпусу. Попри вжиті заходи, хитавиця все одно була значною.
Відмова від парових машин унеможливлювала маневрування за допомогою включення гребних гвинтів «вроздрай». Турбіни мали максимальний ККД при вищих обертах, ніж парові машини, тому, порівняно з броненосцями, на «Дредноуті» були застосовані високооборотніші гвинти меншого діаметра. Додатково турбіни заднього ходу мали меншу потужність, ніж турбіни переднього ходу, через це тягові властивості гребних гвинтів на малих швидкостях були гіршими, ніж у броненосців з паровими машинами. Для пом'якшення негативних ефектів в площині осей внутрішніх валів було встановлено два паралельні балансирні керма великої площі, завдяки яким «Дредноут» чудово керувався на швидкостях понад 10 вузлів. При перекладці керма на 15° діаметр тактичної циркуляції становив 185—190 м, однак на малих швидкостях і при русі заднім ходом «Дредноут» погано слухався керма і мав схильність до неконтрольованого обертання.
На випробуваннях 10 жовтня 1906 року було виявлено недостатню потужність силового приводу керма. При перекладці керма на 35° на повному ході його заклинювало, балери керм перевантажувалися натиском набігаючого потоку води. Як тимчасовий захід були посилені бракетні рами кормових шпангоутів, однак відмови рульового приводу продовжилися. На початку 1907 це мало не призвело до аварії під час руху корабля в стиснених водах затоки Боніфаціо біля узбережжя Сицилії. У серпні — листопаді 1907 року кермовий привід замінили на потужніший і проблеми з перекладкою керма було усунено.
Склад катерів і шлюпок «Дредноута» за роки служби значно змінювався. На початку служби лінкор ніс два 14-метрові парові напівбаркаси, один 11-метровий паровий напівбаркас, один 13-метровий гребний баркас, три 10-метрові гребні катери, чотири 8-метрові вельботи, по одній 10- і 9-метровій гічці та один 5-метровий ял.
Вузька і коротка надбудова, а також небезпечна дія дульних газів головного калібру, значно ускладнили розміщення всіх катерів і шлюпок. Єдиним придатним місцем для їхнього розміщення був простір навколо другої димової труби. Через брак місця на палубі шлюпки довелося розташовувати у кілька ярусів. По обидва боки від кормової труби було змонтовано великі ростри. Для економії простору гребні шлюпки встановлювалися одна в одну: у 18-весельний баркас встановлювався 14-весельний катер, а вже в нього легкий 8-весельний ял.
Для роботи з важкими паровими катерами та шлюпками до фок-щогли був прикріплений 13-метровий деррік-кран. Фок-щогла для цього була зміщена в корму. Дві шлюпки розташовувалися на бортах біля крил містка. Щоб уникнути впливу дульних газів, опорні шарніри шлюпбалок закріпили на зрізах бортів. Основа шлюпбалок не повинна була перебувати в районі дії дульних газів бортових башт, тому самі шлюпбалки були величезної довжини та в похідному становищі рятувальні шлюпки підіймалися на велику висоту — до рівня ходового містка.
Для захисту на стоянці корабель був обладнаний сталевими протиторпедними сітками. У розгорнутому положенні сітка займала 3/4 довжини корабля. Постановка сітки займала 3-4 хвилини. Для швидкої постановки та підйому сітки капітаном Беконом було розроблено спеціальний пристрій. Троси для підйому сітки кріпилися до кінців вистрілів, пропускалися під сіткою і приходили назад на вистріл. За допомогою цього пристрою можна було швидко згорнути сітки та єдиним рулоном укласти на полицю на верхній палубі.
При виборі схеми рангоуту керувалися практичними міркуваннями. Насамперед потрібна була надійна конструкція для розміщення командно-дальномірного посту гармат головного калібру. Необхідно було також забезпечити проведення сигнальних фалів, реїв для білизни та встановлення стінки для розтяжки радіоантени, тому вперше з часів броненосця 1889 «Трафальгар» лінкор отримав лише одну щоглу. До складу радіообладнання входили одна радіостанція дальньої дії Mk I та одна радіостанція ближнього радіусу дії.
| Статті вагового навантаження станом на 8 вересня 1906 року | довгі тони | метричні тони |
| Порожній корабель                                          | 17 012     | 17 284,2      |
| ---------------------------------------------------------- | ---------- | ------------- |
| Запаси                                                     | 210        | 213,4         |
| Вугілля                                                    | 900        | 914,4         |
| Нормальна вдотоннажність                                   | 18 122     | 18 412,0      |
| Запаси                                                     | 186,4      | 189,4         |
| Запас прісної води                                         | 248,5      | 252,5         |
| Вугілля                                                    | 2100,8     | 2134,4        |
| Заряди                                                     | 31,3       | 31,8          |
| Снаряди                                                    | 35,1       | 35,7          |
| Шлюпки                                                     | 8,6        | 8,7           |
| Екіпаж                                                     | 2,3        | 2,3           |
| Повна водотоннажність                                      | 20 735     | 21 066,8      |
| Нафта                                                      | 1120       | 1137,9        |
| Паливо для механізмів                                      | 122        | 124,0         |
| Максимальна водотоннажність                                | 21 977     | 22 328,6      |

Коригувальний пост був встановлений на триногу конструкцію, що забезпечувала необхідні жорсткість і міцність. Розташований на ній командно-далекомірний пост оснащувався 2,7-метровим далекоміром «Барр і Струд»; такий же стояв на резервному посту на даху другої (малої) бойової рубки. Обидва пости з'єднувалися переговорними трубами, телефонними та електропроводами з двома центральними постами, розташованими нижче від броньової палуби.
Хоча лінкор призначався для залпової стрільби головним калібром, на момент уведення його до ладу кожна башта вела вогонь індивідуально за даними центрального артилерійського поста. У 1908—1909 роках було розроблено систему централізованого ведення вогню. У 1912—1913 роках на центральному посту були встановлені спеціальні лічильно-вирішувальні прилади, а командно-далекомірні пости обладнали системами централізованого наведення. У цей час кінцеві башти були обладнані як резервні артилерійські командні пункти.
Тринога щогла показала себе надійним і вдалим рішенням і використовувалася на всіх наступних типах лінійних кораблів і крейсерів. Серйозним недоліком було розташування щогли за носовою димовою трубою: це дозволяло заощадити 60-80 т ваги при використанні щогли як опори крана для шлюпок, проте призводило до постійного задимлення командно-далекомірного посту. До того ж розжарені гази так нагрівали щоглу, що піднятися на марс або спуститися по скоб-трапу, що проходив всередині опори, було практично неможливо. У кормі була встановлена невеличка тринога, де було розміщено прожекторний місток і ноки стріл для перевантаження вугілля.
«Дредноут» мав дванадцять бойових 36-дюймових (914-мм) прожекторів. Два розміщувалися на містку, чотири на носовій надбудові, чотири на середній надбудові та два на кормовій. Для передачі сигналів використовувався 24-дюймовий (610 мм) прожектор, що розташовувався на платформі під фор-марсом.
До складу якірного пристрою входили три 6,35-т (125 cwt) безштокові станові якорі, один 2,3-т (42 cwt) стоп-анкер і один 760-кг (15 cwt) верп.
Розміщення кают екіпажу на «Дредноуті» було змінене. Адміральські апартаменти, салон, кают-компанія та офіцерські каюти були перенесені з корми на півбак, а каюти старшин та матросів, навпаки, перенесені до корми. Це наблизило каюти офіцерів до основних бойових постів, а каюти матросів до котельно-машинних відділень, де було зайнято більшість екіпажу. Вважалося, що це дозволить усім швидше займати свої місця під час бойової тривоги, але нововведення призвело до численних нарікань, і після кількох серій лінкорів на типі «Кінг Джордж V» повернулися до колишнього розташування кают.

### Бронювання

Схема бронювання лінкора «Дредноут». Вертикальна броня виділена червоним, горизонтальна — синім. КС — круппівська цементована броня, KNC — круппівська нецементована броня, без доповнення — суднобудівна сталь. Для багатошарової броні в дужках з використанням «+» надано товщини шарів. У дужках першим вказується внутрішній шар для вертикальної броні або нижній для горизонтальної. Всі товщини дано в мм з округленням з оригінальних дюймів. Для багатошарової броні округлення велося шарами. Наприклад, скіс товщиною 2,75 дюйма це 69,85 мм, і його потрібно було б округлити до 70 мм. Але оскільки це три шари, то 1 «+1» +0,75 "= 25 + 25 + 19 = 69 мм. З урахуванням того, що фактично листова сталь характеризувалася за ваговою товщиною і 1 дюйм насправді = 40 lbs = 40 фунтів/дюйм² = 25,13 мм. Тому товщини, одержані за такої схеми округлення більше відповідають реальним.

Адмірал Фішер у завданні розробникам видав директиву про те, що «бронювання майбутнього лінкора має бути адекватним». З урахуванням обмеження водотоннажності перед Філіпом Воттсом стояла проблема економії ваги, тому витрата ваги на броньовий захист йшла за залишковим принципом. Через це захист «Дредноута» місцями поступався попередній серії британських броненосців типу «Лорд Нельсон».

#### Вертикальне бронювання

Вузол кріплення броні броньовим болтом. 1 — броньова плита; 2 — підкладка з тику; 3 — зовнішня обшивка; 4 — гумова прокладка; 5 — різьба з круглим профілем; 6 — броньовий болт; 7 — шайба; 8 — шестикутна головка броньового болта

Вертикальний броньовий пояс висотою 4,06 м був набраний із плит цементованої круппівської броні й тягнувся на всю довжину корпусу. Верхній край поясу був на рівні середньої палуби, а нижній край при нормальній водотоннажності йшов під воду на 1,52 м. Головний броньовий пояс закривав машинно-котельну установку та погреби головного калібру, займаючи 60 % довжини ватерлінії, та складався з двох рівнів: нижній був набраний із 279-мм плит, а верхній із плит 203-мм товщини. Це було погіршенням у порівнянні з 305-мм головним броньовим поясом «Лорда Нельсона». До того ж при повному навантаженні осадка зростала з 8,08 до 9,22 м, і 279-мм пояс повністю йшов під воду. У підводній частині головний пояс звужувався клином до 178 мм. У районі носової башти головного калібру пояс зменшувався до 229 мм, потім продовжувався в ніс до самого форштевня поясом 152 мм товщини. У кормі до ахтерштевня йшов 102-мм пояс. Кріплення пояса до обшивки здійснювалося за допомогою броньових болтів. Задля економії ваги довелося відмовитись від верхнього поясу; у цьому місці була лише обшивка з 13-мм суднобудівної сталі. Вертикальну броню доповнював кормовий 203-мм траверз, який йшов від барбету кормової башти під нахилом до головного броньового поясу.

#### Горизонтальне бронювання
Горизонтальне бронювання було виконано за традиційною для британських броненосців схемою. Верхня броньова палуба, що проходила на рівні середньої палуби, тяглася від форштевня до кормового траверзу. По всій довжині вона виготовлялася із 18-мм м'якої суднобудівної сталі. Між кормовими та носовими барбетами на рівні нижньої палуби йшла головна броньова палуба, що складалася з двох шарів — 25 та 18 мм м'якої броньової сталі. Центральна ділянка цієї палуби була горизонтальною. Приблизно за 3 м від зовнішнього борту ця палуба опускалася скосами до нижньої крайки головного броньового поясу. На скосах товщина броні була збільшена до 68 мм за рахунок додавання третього додаткового шару 25-мм нецементованої круппівської броні.
У носовому краю від барбета носової башти ГК до форштевня йшла 38-мм палуба, що складалася з двох шарів м'якої сталі по 19 мм. У кормі йшла 51-мм палуба, що складалася із двох шарів по 25,4 мм. Над кермовими механізмами ця палуба мала підйом горизонтальної ділянки та 76-мм скоси.
Барбети башт головного калібру мали різну товщину залежно від висоти та розташування башт. Над головною палубою зовнішні сторони барбетів кінцевих башт та зовнішні сторони бортових башт у секторі 180° мали товщину 279 мм. Внутрішні частини барбетів мали товщину 203 мм. Барбет середньої башти з усіх боків мав товщину 203 мм. Між верхньою та нижньою палубами товщина барбетів була 102 мм. Башти мали лобову та бічні стінки 279-мм товщини, 76-мм дах та 330-мм тил. Для прискорення робіт для «Дредноута» були використані башти «Лорда Нельсона» і «Агамемнона», через що довелося зменшувати товщину плит з 305 до 279 мм.
Носова бойова рубка мала дах товщиною 51 мм, стінки 279-мм товщини та комунікаційну трубу зі стінками товщиною 127 мм. Кормова рубка була захищена слабше — стінки 203 мм та комунікаційна труба 102 мм, при тій же товщині даху 51 мм. Центральні пости над бойовими рубками по бортах були зашиті 51-мм плитами, дах, передні та задні стінки — 25,4-мм.

#### Конструктивний підводний захист
На вимогу головного будівничого Філіпа Воттса підводний захист мав витримати два влучання стандартних 457-мм торпед із зарядом у 70 кг тринітротолуолу. Суцільної броньованої протиторпедної перебірки не було і захист був місцевим. Погреби головного калібру були захищені броньовими екранами завтовшки 51 мм, що тяглися від нижньої броньової палуби до внутрішнього дна.
Для локалізації дії підводного вибуху підводний простір корпусу було розділено поздовжніми та поперечними перебірками на значну кількість відсіків. Життєво важливі частини корабля захищалися двома поздовжніми перебірками, в просторі між якими зберігали вугілля. Внутрішня перебірка була на відстані 5 м від борту. Єдиними водонепроникними були шість поздовжніх перегородок, які до висоти середньої палуби не мали ніяких отворів або люків. Кожен великий внутрішній відсік мав свою систему вентиляції й осушення. Для ліквідації крену при пошкодженнях на кораблі було передбачено систему контрзатоплення відсіків під верхньою палубою.

### Енергетична установка
1 — головний паропровід;
2 — подача пари в машинне відділення;
3 — колектор;
4 — трубки збору пари;
5 — тонкі трубки;
6 — теплоізоляція;
7 — система підйому шлаку;
8 — колосникові ґрати;
9 — футерування;
10 — піддон для збору шлаку;
11 — товсті трубки;
12 — дверцята топки;
13 — запас прісної води для котлів;
14 — шлюз для подачі вугілля з вугільних бункерів через поздовжню водонепроникну перебірку;
15 — перегородка для повороту гарячих газів;
16 — лючки для доступу до трубок;
17 — технологічний люк;
18 — вода в колекторі;
19 — система збору забруднюючих речовин (нафти) з поверхні води;
20 — пластина по поверхні води для запобігання її розплескування при хитавиці;
21 — форсунки поповнення рівня води в колекторі.
Пару виробляли 18 котлів конструкції компанії «Бебкок і Вілкокс» з номінальним тиском пари 250 psi (17,58 атм), який на вході в турбіни знижувався до 185 psi (13 атм). Кожен котел оснащувався шістьма форсунками для впорскування нафти з максимальною продуктивністю 960 фунтів на годину при тиску 150 psi (10,54 атм). Сумарна поверхня нагріву 5146,8 м², загальна площа колосникових решіток 148,55 м². Основними нагрівальними елементами були трубки малого діаметра, а вище і нижче від них розташовувалися трубки великого діаметра. Котли були об'єднані бічними сторонами в секції по шість котлів у кожній. Секції розташовувалась поперек корабля, через це крайні котли мали трохи меншу площу колосникових решіток. У кожному з трьох котельних відділень розташовувалось по дві секції котлів, топками один до одного.
Для забезпечення вимог високої максимальної швидкості на «Дредноуті» було встановлено два комплекти турбін Парсонса з прямим приводом на чотири вали. Машинна установка розташовувалась у двох відсіках, розділених поздовжньою перебіркою у діаметральній площині. У кожному відсіку розміщувався один комплект турбін, до якого входили турбіни високого тиску та турбіни низького тиску. Турбіни низького тиску обертали внутрішню пару валів, а високого — зовнішню. На кожному валу було по дві турбіни — заднього та переднього ходу. Сумарна потужність турбін переднього ходу становила 23000 к. с., що забезпечувало теоретичну максимальну швидкість 21 вузол при 320 об/хв.
1 — зовнішній вал;
2 — патрубок подачі пари від турбіни високого тиску (ТВТ) заднього ходу на турбіну низького тиску (ТНТ) заднього ходу;
3 — ТВТ заднього ходу;
4 — думміс (нерухоме кільце, що компенсує осьове навантаження пари на ротор турбіни);
5 — несучий підшипник;
6 — ТВТ переднього ходу;
7 — внутрішній вал;
8 — патрубок для подачі пари на ТВТ переднього ходу;
9 — блок опорного підшипника;
10 — патрубок для подачі пари на ТВТ переднього ходу;
11 — магістраль подачі пари з котельних відділень;
12 — вентиль управління подачею пари на турбіни заднього ходу;
13 — вентиль управління подачею пари на турбіни переднього ходу;
14 — вентиль управління подачею пари на крейсерську турбіну;
15 — патрубок для подачі пари на крейсерську турбіну;
16 — головний пароконденсатор;
17 — патрубок для подачі пари від ТНТ на пароконденсатор;
18 — ТНТ заднього ходу;
19 — ТНТ переднього ходу;
20 — патрубок подачі пари від ТВТ переднього ходу на ТНТ переднього ходу;
21 — патрубок подачі пари від крейсерської турбіни на ТВТ переднього ходу;
22 — крейсерська турбіна.
Прямопривідні турбіни були оптимальними лише на одному режимі, і таким вибирався режим повного ходу. Це призводило до підвищеної витрати палива на крейсерському ходу. Для компенсації цього недоліку на внутрішніх валах було змонтовано турбіни крейсерського ходу сумарною потужністю 6000 к. с., що забезпечувало економічну швидкість 14 вузлів. Пара спочатку подавалася на крейсерські турбіни, потім на турбіни високого тиску, потім спрямувалася на турбіни низького тиску та зрештою до пароконденсатора.
На практиці використання крейсерських турбін призвело до несподіваних проблем. Турбіни використовувалися лише на крейсерських ходах та відключалися на повному ході. Нерівномірність навантажень через постійне нагрівання/остигання призвело до руйнувань лопаток турбін другого та третього ступеня. Надалі корпус турбіни також дав тріщину, і при русі на повному ході через втрату герметичності на крейсерських турбінах були втрати пари. Зрештою виявилося, що підбір режимів силової установки дозволяв витрачати паливо на прийнятному рівні й без використання цих турбін, тому їх відключили від валів та до кінця кар'єри корабля возили «мертвим вантажем».
Конкурс на постачання головних механізмів було оголошено 18 травня 1905 року і 24 червня його переможцем стала фірма «Вікерс». Контрактна вартість турбін становила 252 533 фунти стерлінгів. Фірма-переможець побоювалась складнощів маловивчених механізмів та передоручила їх виготовлення компанії Чарлза Парсонса, тому турбіни були виготовлені на заводі у Волнсенді. За конструкцією вони були подібні до тих, що стояли на есмінцях «Вайпер», «Кобра», «Іден» і крейсері «Аметист». Основними відмінностями були кращий доступ при обслуговуванні та жорстке з'єднання турбін із валами, без роз'єднувальних муфт.
За розрахунками 21-вузлова швидкість досягалася при 23 000 к. с. на 320 об/хв. На випробуваннях біля острова Вайт 6 жовтня 1906 під час 6-годинних тестів була досягнута середня швидкість 21,05 вузла при потужності 24 712 к. с. та 328 об/хв. На двох ділянках була зафіксована швидкість 21,78 вузла при 26 728 к. с. при 334 об/хв та 27 899 к. с. при 336 об/хв.
На «Дредноуті» було встановлено чотири динамо-машини системи «Сіменс» сумарною потужністю 410 кВт, що виробляли постійний струм у 1000 А. Привід двох генераторів здійснювався допоміжними паровими машинами. Ще два вважалися резервними, з приводом від дизелів системи «Міррліз».
Більшість допоміжних механізмів приводилося електромоторами, крім якірного шпиля, який мав гідропривод. Основна бортова мережа мала напругу 100 В. Усі чотири генератори були приєднані до центрального розподільного щита, а від нього йшла одна магістраль із відгалуженнями. Передбачалися окремі розподільні щити малої потужності. Для телефонної мережі замість ампульних батарей використовувалися перетворювачі на 15 В. Електрика застосовувалася для живлення 13 прожекторів, 1342 ламп розжарювання потужністю від 16 до 50 свічок, 77 вентиляторів, 7 трюмних і 8 санітарних насосів, 5 ліфтів, кормового шпиля, підіймачів для боєзапасу та шлаку, двигунів для майстерень, хлібопекарської, льодоробної та холодильної машин, системи управління вогнем, компасів «Сперрі».

### Озброєння

#### Головний калібр

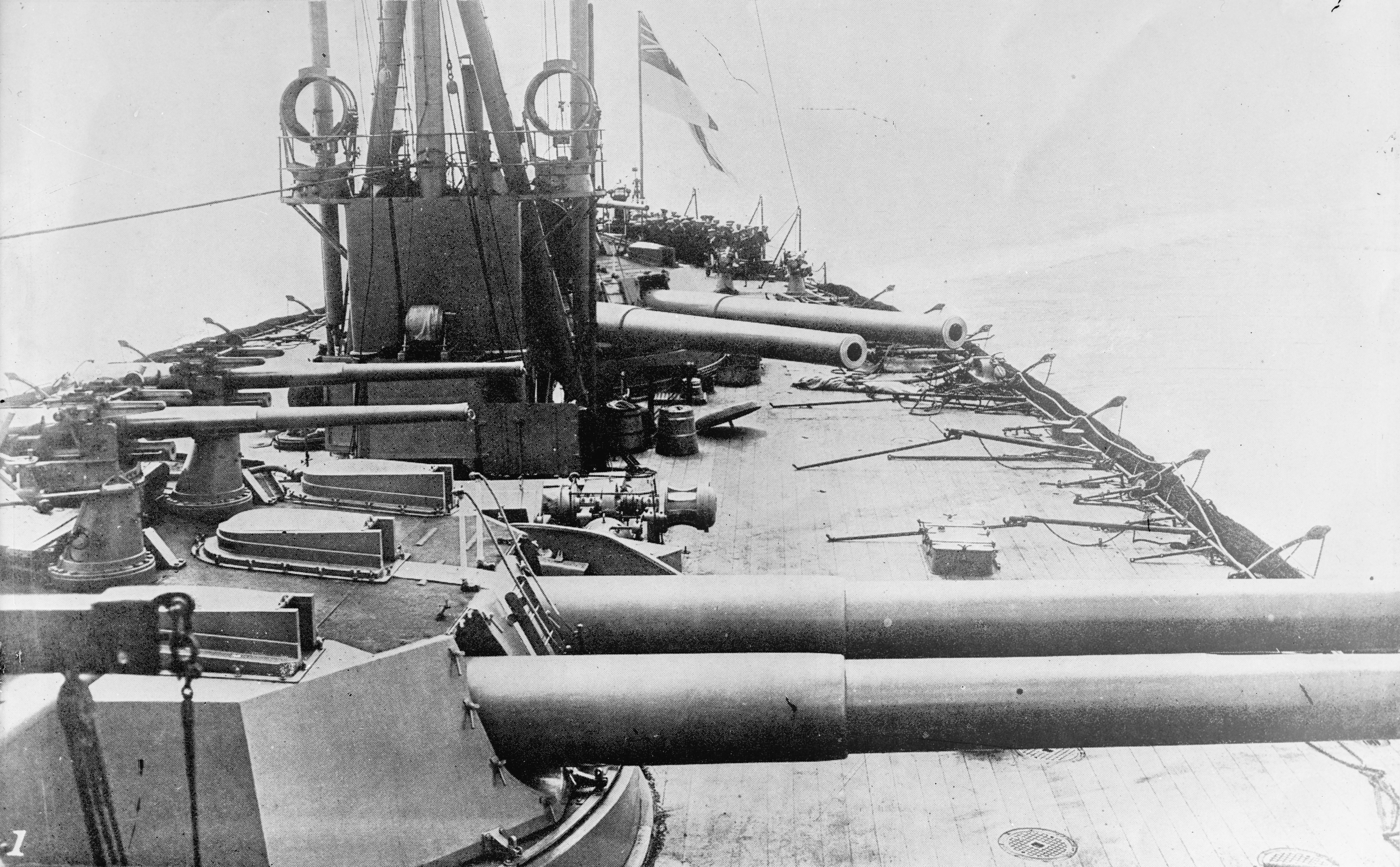
Кормові башти головного калібру.

«Дредноут» був озброєний десятьма 305-мм гарматами Mk X довжиною 45 калібрів у п'яти двогарматних баштах. Гармати та установки були розроблені для броненосців типу «Лорд Нельсон». Головний артилерист флоту Джон Джелліко запропонував для прискорення будівництва «Дредноута» використати гарматні установки та стволи основного та запасного комплекту «Нельсонів», що виготовлялися з січня 1905 року. Контракт поділили дві найбільші британські фірми зброї. Фірма «Вікерс» отримала контракт виробництва кормової й середньої баштових установок за ціною 69 860 фунтів стерлінгів за кожну. Фірмі «Армстронг» замовили носову та бортові башти за ціною 70 092 фунтів.
Вага гармати Mk X із затвором становила 58 т. У стволі поверх внутрішньої нарізної труби йшла друга (зовнішня) труба. Обидві труби виготовляли з легованої нікелевої сталі. Традиційно для британського флоту ствол скріплювався дротяним намотуванням. Поверх зовнішньої труби, від дульного до казенного зрізу, намотувався дріт із високоміцної сталі міцністю на розрив 150 кг/мм².
Заряджання — картузне. Метальний заряд складався з двох картузів з кордитом марки MD45 загальною масою 117 кг. Затвор — поршневий системи Веліна. 386-кг бронебійному снаряду надавалася початкова швидкість 830 м/с. Установка мала максимальний кут підйому гармат 13,5°, що забезпечувало максимальну дальність 15 040 м. Спочатку до боєзапасу входили лише бронебійні APC Mark VI та фугасні HE Mark IIa снаряди з балістичним наконечником з оживалом у два діаметри. У 1915—1916 роках до боєкомплекту увійшли бронебійні APC Mark VIa і напівбронебійні Mark VIIa снаряди з оживалом у 4 діаметри, а з 1918 застосовувалися і бронебійні снаряди Mark VIIa (Greenboy). При стрільбі новими снарядами максимальна дальність зростала до 17 236 м.
Башти «Дредноута» дещо відрізнялися від башт «Нельсонів». Для полегшення розміщення бортових башт у корпусі було зменшено діаметр поворотної частини башти. Інженери «Вікерс» покращили загальне компонування бойового відділення башти та зменшили діаметр поворотного столу установки. Завдяки цьому зменшився діаметр опорного барабана та барбету. Зменшення діаметра барбету дозволило збільшити товщину броні у цьому районі. Така ж конструкція башти була використана і фірмою Армстронг.

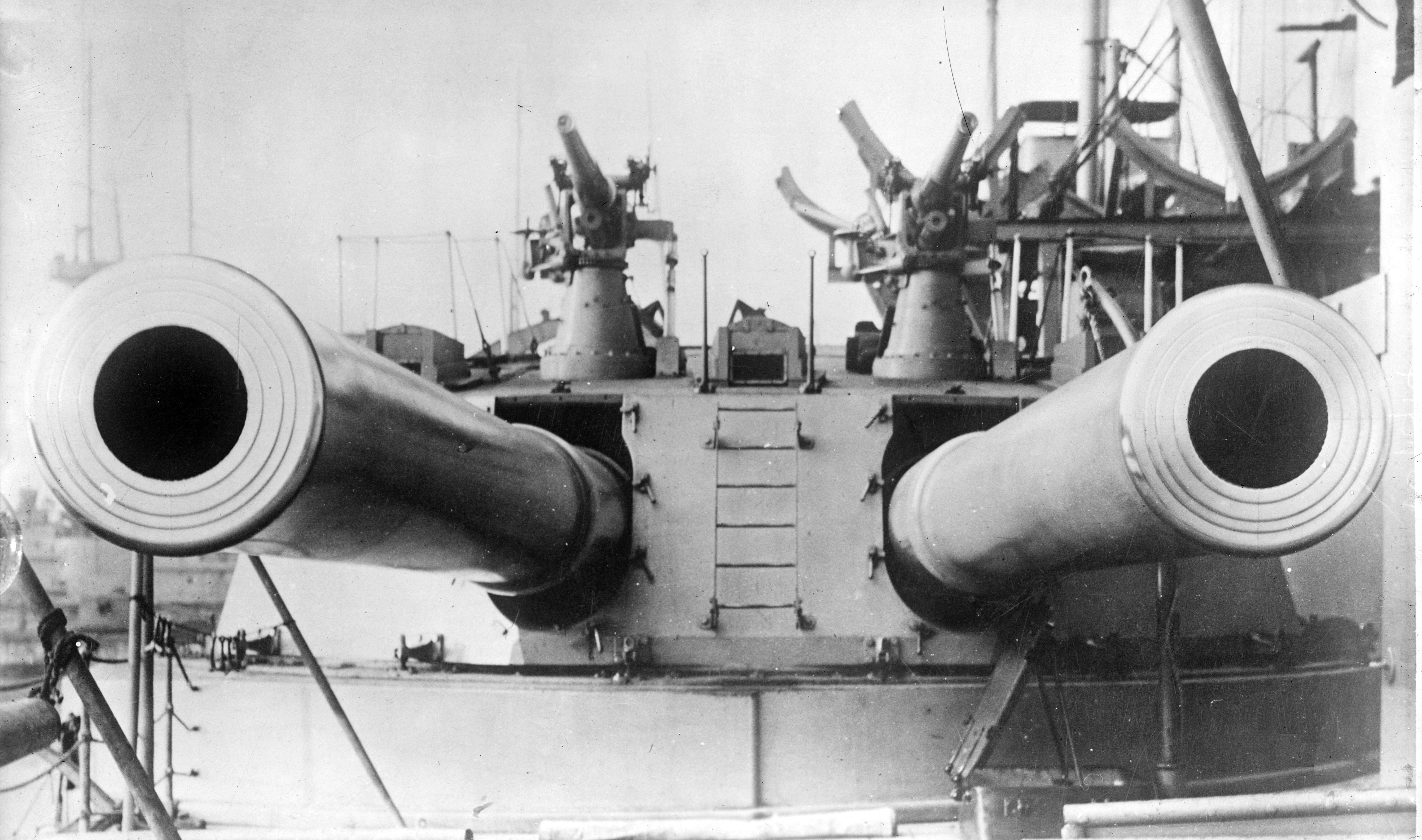
Пара гармат 305-мм головного калібру. Зверху на башті — 76-мм гармати протимінної артилерії.

Боєзапас із погребів по центральному поворотному столу подавався до перевантажувального відділення, розташованого під бойовим відділенням. Тут снаряд та два півзаряди перевантажувалися в тросовий зарядник. По спеціальних напрямних з кутового профілю зарядник підіймався до бойового відділення. При заряджанні зарядник скріплювався із казенною частиною гармати. Боєприпаси із зарядника викочувалися на відкидні лотки, співвісні зі зброєю і ланцюговим прибійником, закріпленим на коливній частині гармати, та надсилалися в камору. При закритті затвора зарядник роз'єднувався з коливною частиною гармати й відходив донизу. Така схема дозволяла робити заряджання за будь-якого кута підйому гармати.
«Дредноут» міг вести бортовий вогонь із восьми гармат. У кормовому секторі могли вести вогонь шість гармат, у носовому — чотири. На підставі розрахунків було висловлено побоювання, що при стрільбі бортовими баштами поблизу діаметральної площини надбудовам і верхній палубі завдаватимуться значні руйнування, проте відомостей про те, чи відбувалося це насправді, немає. Також побоювання викликали значні навантаження на корпус під час бортової стрільби з восьми гармат. Було посилено конструкції, що підкріплювали жорсткі барабани баштових установок. Сумніви розвіялися за результатами випробувань головної артилерії, що відбулися 18 жовтня 1906 року біля острова Вайт. За підсумками багаторічної експлуатації головний калібр «Дредноута» виявив себе виключно надійним — за весь час не було жодної серйозної відмови чи поломки.

#### Протимінна артилерія

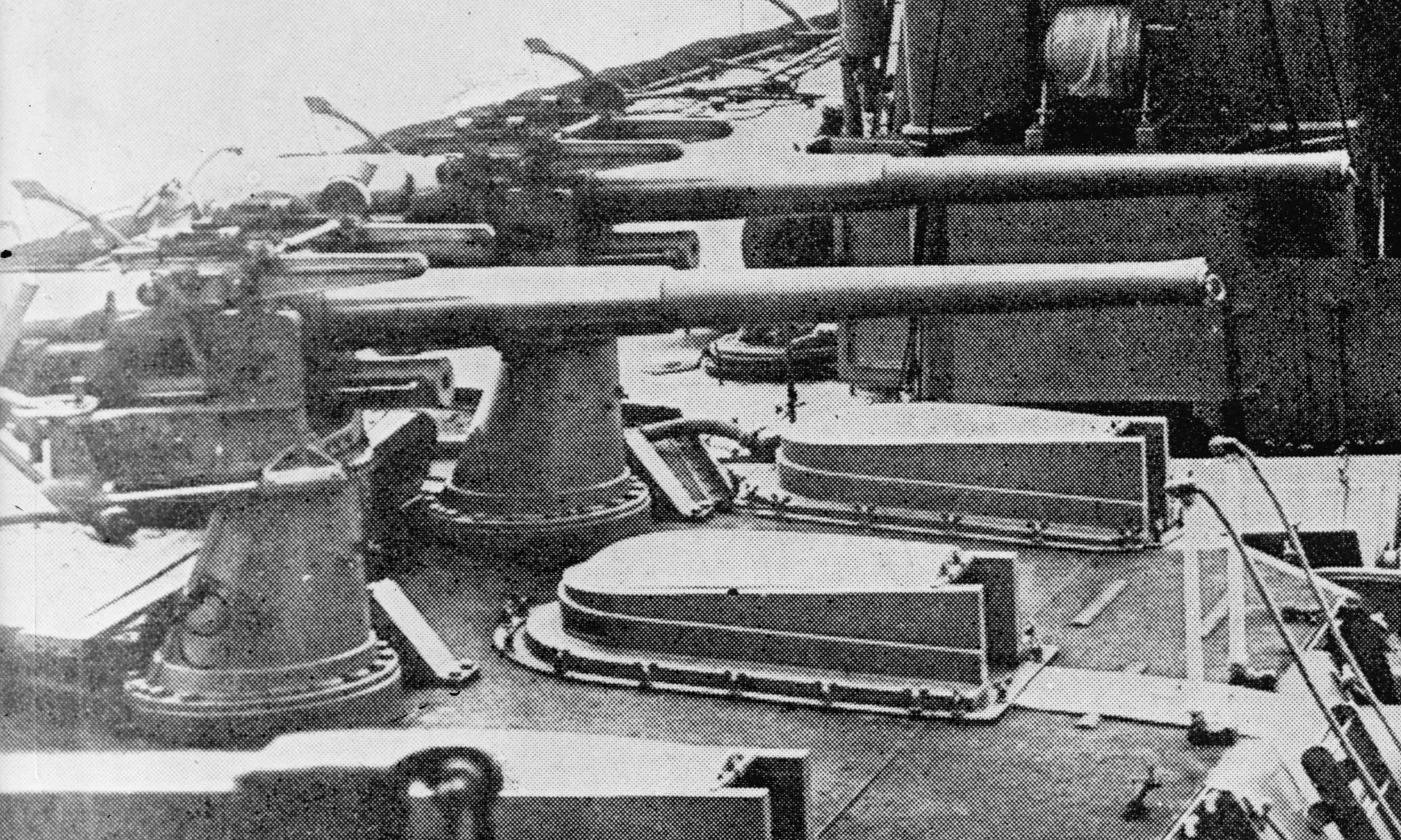
76-мм гармати, встановлені на кормових баштах головного калібру

Протимінна артилерія «Дредноута» складалася з 27 76-мм гармат 18 cwt QF Mark I в установках Mark PIV, що також розроблялися для «Лорда Нельсона». Гармата мала довжину ствола у 50 калібрів і важила 915 кг. Снаряду масою 5,5 кг надавалася швидкість 800 м/с. Вибір 76-мм гармати призвів до різкої критики: такого калібру було замало для ураження тодішніх есмінців, і можна було сподіватися лише на зрив їх виходу на рубіж атаки.
Відверто невдалим було й розташування гармат. Всі вони не могли бути розміщені у вузькій надбудові, до того ж комітет прагнув отримати якомога більші сектори обстрілу і розподілити гармати на якомога більшій площі, щоб зменшити ризик їхнього одночасного виходу з ладу. Через це дванадцять гармат було розміщено у надбудові, сім гармат встановили на дахах башт — по дві на бортових та по одній на решті, а вісім розмістили на знімних установках на палубі півбака і юта. Установки на баштах використовувалися як тренувальні під час проведення навчальних стрільб головним калібром.
Палубні установки розміщувалися у межах впливу дульних газів. Штатно вони зберігалися у розібраному вигляді та мали встановлюватися лише перед застосуванням, тому в процесі експлуатації ці гармати рідко перебували на своїх місцях. Вже на початку служби три гармати з напівбака перенесли на дахи башт, що перебували у діаметральній площині. У грудні 1907 року останню гармату, що залишилася на носі, і дві кормових взагалі зняли, зменшивши загальну кількість гармат до 24. Під час подальшої експлуатації кількість 76-мм гармат ще зменшили.

#### Зенітне озброєння
У 1915 році на юті встановили дві зенітні 6-фунтові (57-мм) гармати Mk 1C. Але у 1916 році їх замінили на дві зенітні 76-мм гармати. За описами, наприкінці війни на «Дредноуті» стояли чотири 76-мм зенітні гармати.
| Гармата                             | 12″/45 Mark X                   | 12″/45 Mark X                    | 3″/50 18cwt QF Mark I | 3″/45 20cwt QF HA Mark I | 57-мм Гочкіса QF Mark I |
| ----------------------------------- | ------------------------------- | -------------------------------- | --------------------- | ------------------------ | ----------------------- |
| Рік розробки                        | 1904                            | 1904                             | ?                     | 1910                     | 1884                    |
| Калібр, мм                          | 305                             | 305                              | 76                    | 76                       | 47                      |
| Довжина стволу, калібрів            | 45                              | 45                               | 50                    | 45                       | 40                      |
| Вага гармати, кг                    | 58 626                          | 58 626                           | 1000                  | 1020                     | 240                     |
| Швидкострільність, постр./хвил.     | 1,5                             | 1,5                              | 15                    | 12—14                    | 20                      |
| Установка                           | BVIII, BIX, BX                  | BVIII, BIX, BX                   | PIV                   | ?                        | ?                       |
| Кути склоніня                       | −3°/+13,5°                      | −3°/+13,5°                       | −10°/+20°             | −10°/+90°                | /+60°?                  |
| Тип заряджаня                       | картузне                        | картузне                         | роздільно- гільзове   | унітарне                 | унітарне                |
| Тип снаряду                         | напівбронебійний Mark VI (2crh) | напівбронебійний Mark VIa (4crh) | фугасний              | фугасний                 | фугасний                |
| Вага снаряду, кг                    | 386                             | 389,8                            | 5,67                  | 5,67                     | 2,72                    |
| вага та тип метального заряду       | 117 кг MD45                     | 117 кг MD45                      | 1,25 кг MD11          | 0,96 кг MD               | 0,11 кг CT              |
| Початкова швидкість, м/с            | 831                             | 831                              | 792                   | 762                      | 538                     |
| Максимальна дальність, м            | 15 040                          | 17 236                           | 8500                  | 11 810                   | 7955                    |
| Досяжність по висоті максимальна, м | —                               | —                                | —                     | 7680                     | 3050                    |
| ефективна, м                        | —                               | —                                | —                     | 4790                     | 1100                    |

#### Торпедне озброєння
«Дредноут» був озброєний п'ятьма підводними 457-мм торпедними апаратами. На ньому вперше встановили апарати моделі «B». Брус, який висувався з бортового апарата під час пострілу і перешкоджав заклиненню торпеди під час стрільби на ходу, мав електричний привід замість гідравлічного. Кормовий торпедний апарат, який не мав цього бруса, демонтували у 1917 році. Кормовий відсік для зберігання бойових частин торпед переробили під погріб для зенітних гармат, а 1918 року весь кормовий торпедний відсік використовувався для зберігання зенітних пострілів.

#### Авіаційне озброєння
У 1918 році за прикладом інших лінійних кораблів планувалося встановити на баштах «A» та «Y» платформи для запуску колісних літаків, але у зв'язку із закінченням війни заплановану модернізацію скасували.

#### Система управління вогнем
Хоча «Дредноут» був побудований з урахуванням останніх досягнень у сфері управління артилерійським вогнем, його система керування вогнем була в зародковому стані, коли корабель вперше вийшов у море. Були розроблені прилади для передачі даних та організації централізованого ведення вогню, але залишалося багато проблем, які потрібно було подолати. Виявилося, що точне визначення дальності пострілу потребує контролю температури кордиту, виробництва снарядів з більшою точністю розмірів, корекції для врахування зносу гармати, будь-якого зміни траєкторії роликів башти тощо. Система управління також вимагала удосконалень. Лише перед початком війни у 1914 році була створена система управління вогнем, включно з директором (англ. director) управління вогнем і центральним обчислювальним постом, яка мала придатний рівень ефективності.
Основними позиціями керування вогнем (англ. control positions) на «Дредноуті» були пости на топі фок-щогли й платформі на даху сигнальної башти. Будь-який з них міг бути підключений до основної передавальної станції (англ. Transmitting Station, TS) у нижній бойовій рубці або до резервної передавальної станції у нижній сигнальній башті. Кожна башта головного калібру могла бути підключена до будь-якої передавальної станції. Задля запобігання виходу з ладу всієї системи, контури постів управління вогнем та управління баштами були розділені. Прилади керування вогнем фірми «Вікерс» використовувалися для передачі даних по дальності та поправок на відхилення при стрільбі. Голосовий зв'язок забезпечували телефони та голосові труби. Кожен пост керування вогнем був оснащений 9-футовим (2,7 м) далекоміром Барра та Струда.

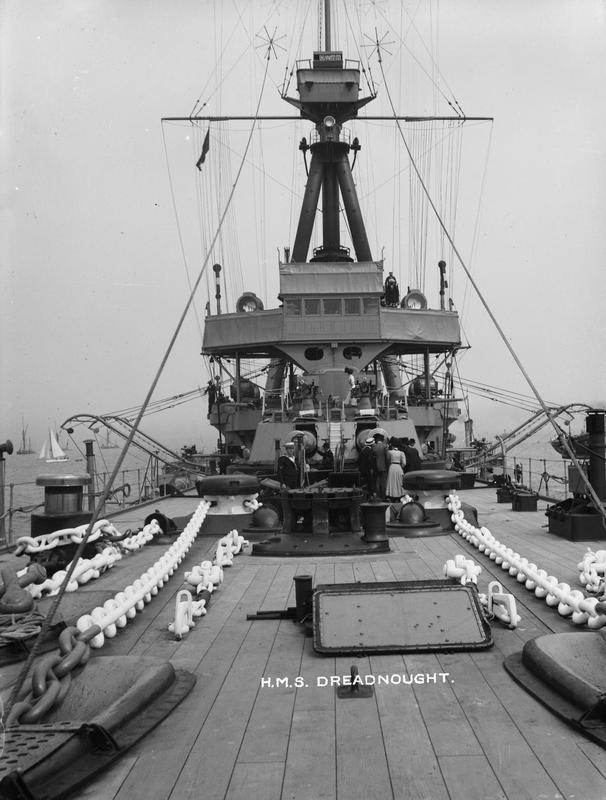
Вид із верхньої палуби на рубку і носовий артилерійський коригувальний пост.

Передавальні станції знаходилися на середній палубі, над броньовою палубою, і хоча мали броньові екрани, були вразливі до снарядів, що могли пройти скрізь верхній броньовий пояс. Перший капітан «Дредноута» Бекон розкритикував таке розміщення і запропонував перенести головний передавальний пост на одну палубу нижче. Ці роботи були проведені лише у 1908—1909 роках, задля чого зменшили робочі приміщення для подавання боєприпасів 76-мм гармат. Під час цього оригінальний головний передавальний пост був переобладнаний в обчислювальний пост (англ. plotting station). Були встановлені прилади передавання темпу зміни параметрів (англ. rate-of-change instruments) фірми Барра та Струда для зв’язку між постами керування, передавальними та обчислювальними постами. Для стрільби групою кораблів на передній та задній стінках носового контрольного посту були встановлені показники дистанції. Останні були зняті у 1910-1911 роках.
Протягом 1912-1913 року башти головного калібру були обладнані для локального управління. У задній частини башт на офіцерській позиції були встановлені візири (англ. sightsetting receivers). Башти «A» та «Y» були модифіковані як резервні пости керування усіма або частиною башт; для цього їх обладнали приладами управління та засобами комунікації (телефони та голосові труби) з передавальними станціями та рештою башт. Носовий пост керування був оснащений гіростабілізованим далекоміром Арго (англ. gyro-stabilised Argo rangefinder); також далекоміри були встановлені на башті «A» та компасній платформі. У 1913-1914 роках носовий контрольний пост був оснащений приладами Evershed для передавання пеленга на ціль.
Як найстаріший дредноут, систему управління вогнем за допомогою директорів він отримав останнім. Підготовчі роботи тривали з травня по червень 1915 року. Носовий контрольний пост було переобладнано для встановлення директора управління вогнем. При цьому прибрали далекоміри з башт «P», «Q», «X» та «Y» і кормового поста керування вогнем. Коли саме були встановлені система управління та директор достеменно не відомо, бо підготовчі роботи могли проводитися на плаву, але скоріше за все остаточні роботи тривали у Розайті протягом квітня та травня 1916 року. «Дредноут» отримав стандартний триногий директор у башточці на даху бойової рубки, а у баштах ГК була встановлені прилади з системою «слідкуй за стрілкою» (англ. follow-the-pointer). У цьому режимі стрільби башти могли керуватися чи директором чи з башти «Y», але тільки усі разом, без можливості розділення на окремі групи.
Система керування стрільбою під управлінням директора була відокремлена від існуючої системи приладів «Вікерс», які залишилися як резервна система. У 1917 році верхній погреб 76-мм гармат на палубі платформи був перероблений у передавальну станцію, бо це місце було краще захищено. Одночасно з встановленням директору у головній передавальній станції був змонтований столик Дрейєра Mkl (англ. Dreyer Fire Control Table Mkl). Від директора до центрального посту надходила інформація про пеленг, дистанцію до цілі та її курс, дані про похибки прицілювання. З навігаційного посту надходила інформація про власний курс та швидкість; також враховувалися дані про напрямок та швидкість вітру. Столик Дрейєра був аналогом механічного комп'ютера, за допомогою якого проводився розрахунок необхідних кутів вертикального й горизонтального наведення. Останньою відомою зміною систему керування стрільбою було встановлення на директор у 1917-1918 році гіростабілізованого приводу стрільби (англ. gyro-stabilised firing gear) фірми «Гендерсон».
76-мм гармати були розділені на групи, які могли управлятися з головного та резервного контрольних постів. Управління велося за допомогою спрощеної телефонної системи (англ. telaupad control gear), до якої були приєднані телефони (англ. navyphone) офіцерів, що керували вогнем й групою гармат, та навушники у кожного навідника (англ. sightsetter) гармати. Система була простою, але надійною. Така ж використовувалася для керування бойовими прожекторами з компасної платформи та як резервна система керування головним калібром.

## Будівництво
Королівські верфі будували швидше і з кращим дотриманням вагової дисципліни, ніж приватні корабельні, тому будівництво «Дредноута» доручили Королівській верфі в Портсмуті, яка була швидшою за інші. 23 грудня 1904 року головним конструктором верфі на зміну Гарду (W. H. Gard) було призначено Мітчелла (B. H. Mitchell), який прискорив будівництво «Дредноута». Загальна контрактна вартість будівництва корабля становила 1 672 483 фунти стерлінгів, гармат — 113 200 фунтів стерлінгів.
- 4 жовтня 1905, 2 дні після закладки. Майже всі нижні частини шпангоутів на своїх місцях, частково скріплені заклепками
- 7 жовтня 1905, 5 днів після закладки. Усі шпангоути та бімси для встановлення броньової палуби на своїх місцях
- 36 днів після закладання. Встановлено майже всі броньові плити на скосах та горизонтальній частині броньової палуби та більшість бімсів під головну палубу.

Офіційно «Дредноут» було закладено 2 жовтня 1905 року, але фактично заготівельні роботи почалися на початку травня 1905 року. На момент закладки більша частина розкроєного листового матеріалу вже знаходилася на стапелі. Під керівництвом Фішера було вжито організаційних заходів, що дозволили досягти високого темпу робіт. До офіційної дати закладання на будівництві вже працювало 1100 осіб. Трудовий тиждень робітників тривав шість днів з 6 ранку до 6 вечора. Було організовано своєчасне підвезення матеріалів. 2 жовтня 1905 року на стапелі, оточеному риштуваннями та цільноповоротними кранами, вже стояв кістяк майбутнього корабля: коробчаста кільова балка, частини зовнішньої обшивки, днищеві та скулові стрингери, виведені флорні й бракетні шпангоути до рівня нижнього шельфу. У кормовій частині було встановлено дві внутрішні поперечні перебірки.
Після офіційної дати закладання кількість робітничих була доведена до 3 тис. осіб. Фішер наполягав на організації другої зміни, але для цього на стапелі зібралося б 6 тис. осіб із загальних 8 тис. працівників корабельні, інші будівельні та ремонтні роботи були б зупинені, тому від ідеї відмовилися. Для спрощення заготівельних операцій на етапі підготовки робочих креслень було зменшено кількість типорозмірів сталевих профілів. Кількість товщин сталевих листів також була зведена до мінімуму. Вжитих заходів виявилося достатньо, щоб встановити не побитий до сьогодні рекорд темпів будівництва великого корабля. 10 лютого 1906 року «Дредноут» був спущений на воду; церемонію проводив король Едуард VII. 3 жовтня 1906 року — через один рік і один день після офіційного початку будівництва — корабель увійшов до складу флоту.
Якщо рахувати від дати укладання першого листа на стапель, з травня 1905 року, до грудня 1906 року, коли було завершено підготовку «Дредноута» до атлантичного походу, вийде 20 місяців. А якщо рахувати до дати введення в дію як бойової одиниці, то і всі 23. Але навіть цей термін є визначним результатом, враховуючи кількість застосованих на кораблі принципово нових рішень.

## Випробувальний похід
Ще 2 липня 1906 року на корабель був призначений його командир — кептен Реджинальд Бекон, який раніше був членом комітету зі створення нового лінкора. У жовтні — листопаді 1906 року «Дредноут» пройшов випробування на роботу машин, мореплавність та керованість. Корабель почали готувати до великого походу в Атлантику, головною метою якого була перевірка основних морехідних якостей паротурбінного бойового корабля. У грудні 1906 року закінчили довершувальні роботи та набрали повний штат екіпажу. Напередодні Нового року «Дредноут» пройшов докування.
5 січня 1907 року, після завантаження всіх запасів, корабель вийшов з Портсмуту. Його курс лежав на Ерозабей (англ. Arosa Bay) Іспанії. Після цього лінкор попрямував до Гібралтару, де поповнив запаси, після чого вийшов у Середземне море. Обійшовши Сардинію, «Дредноут» через Гібралтар вирушив на Трінідад. 3430 миль від Гібралтару до Тринідаду лінкор пройшов із середньою швидкістю 17 вузлів, прибувши до пункту призначення 5 лютого 1907 року.
Розташована на Тринідаді величезна закрита бухта була обрана для проведення випробувань швидкісних та маневрових якостей лінкора та артилерійських стрільб. Базуючись у Порт-оф-Спейн, «Дредноут» провів шість тижнів у безперервних випробуваннях та навчаннях. Крім різних маневрів, тренування гарматних розрахунків та стрільб, були проведені прожекторні навчання, заняття з встановлення та прибирання протиторпедних сіток та інші навчання. Зворотний перехід до Англії відбувся з 18 по 23 березня — було подолано 3980 миль із середньою швидкістю 17 вузлів. При цьому швидкість була вимушено обмежена через ушкодження лівого руля.
Після походу Бекон надав доповідь Адміралтейству. Він запропонував низку удосконалень, у тому числі встановлення сильніших моторів на вугільні лебідки, але загалом охарактеризував «Дредноут» як винятково вдалий проєкт. Турбінна установка без серйозних поломок витримала похід у 10 000 миль; традиційна установка з поршневими машинами якби й витримала подібний похід, то потребувала б повної перебірки механізмів.
Навесні 1907 року Фішер представив новітній лінкор членам парламенту, делегаціям громадських організацій та пресі. Це був зоряний час «Дредноута» — усі газети були заповнені похвальними відгуками, а від бажаючих відвідати корабель не було відбою.

## Основні модифікації

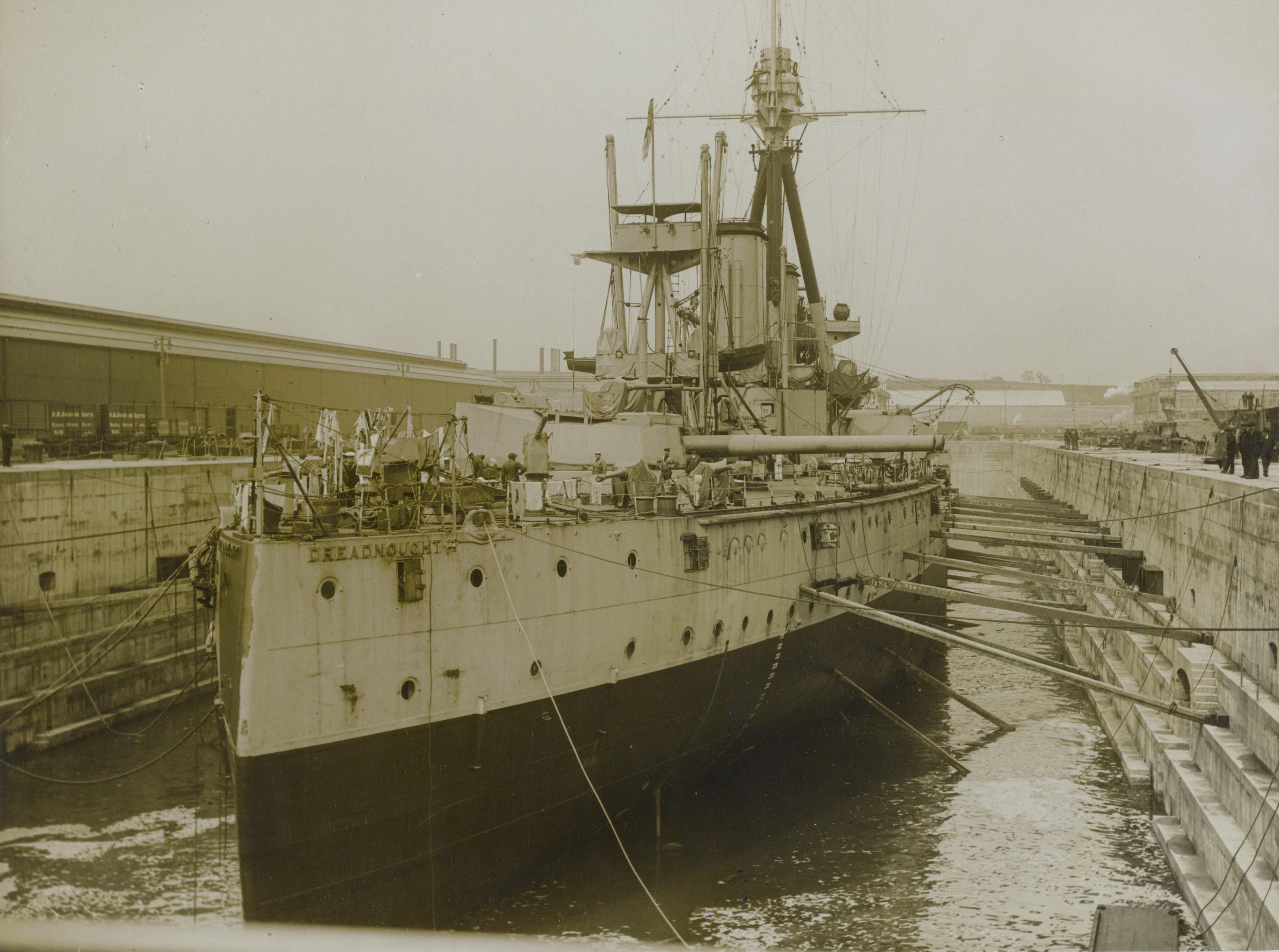
HMS Dreadnought у сухому доку, вид з корми. Видно назву корабля на бортах.

У 1908—1909 роках центральний артилерійський пост перенесли із середньої на нижню палубу. На його місці встановили штурманський пост.
У 1912—1913 роках офіцерські пости у баштах ГК обладнали короткохвильовими приймально-передавальними станціями. Башти «A» та «Y» обладнали як резервні пости управління артвогнем.
30 квітня 1913 року у башті «A» встановили 9-футовий далекомір з передачею сигналу в систему керування. 9-футовий далекомір F.Q.2 встановили на компасній платформі.
2 квітня 1914 року на фор-марсі встановили систему вказівників напрямку на ціль типу «Evershed» (англ. Evershed Bearing Indicator).
7 червня 1915 року фор-марс перебудували задля встановлення директора керування артилерійським вогнем. На розпірках фок-щогли встановили платформу для 36-дюймових прожекторів. 9-футові далекоміри F.T. 8 встановили у баштах «P», «Q», «X» та «Y», у всі башти ГК встановили візири. Прибрали крила містка. Розпочали встановлення системи віддаленого керування бойовими прожекторами. 76-мм гармати зняли з даху башт «A» та встановили на квартердеку. На юті встановили дві 57-мм зенітні гармати. Зняли кормовий пост управління, що розташовувався на даху сигнальної рубки.
На середину 1916 року (під час ремонтів з 24 квітня по 25 травня 1916) зняли протиторпедні сітки. На фор-марсі встановили директор управління стрільбою головного калібру, в центральному артилерійському посту встановили столик Дрейєра моделі Mark I.
Під кінець 1916 року 57-мм зенітні гармати замінили на дві 76-мм зенітні гармати.
27 січня 1917 року поверх 25-мм броні середньої палуби над погребами настелили додатковий 19-мм шар броні.
19 серпня 1917 року у дверях погребів встановили люки, непроникні для полум'я. Чотири 36-дюймові прожектори перенесли на майданчик на верхівці кормової щогли, під нею влаштували пост управління. Зняли кормовий торпедний апарат. Верхній погріб 76-мм гармат переробили на пост управління. Установки двох 76-мм гармат на юті переробили на зенітні. Індикатори пеленга встановили на 76 мм зенітні гармати. Розпочали підготовку до встановлення системи управління стрільбою Гендерсона та гірокомпасів Сперрі.
1917 року на барбетах башт «A» та «Y» нанесли шкали кутів повороту.
У 1917—1918 роках з містка прибрали семафор.
31 грудня 1918 року розпочали, але не закінчили такі роботи: встановлення екранів проти вітру на директор управління стрільбою; набір відкритих оглядових люків на башті; заміна у башті «A» далекоміра F.T.8 на 9-футовий F.T.24; завершення встановлення системи управління стрільбою Гендерсона та гіроскопів Сперрі; переміщення далекоміра Арго на задній край майданчика на фор-марсі; очищення простору для вільного повороту платформ для зльоту колісних літаків на баштах «A» та «Y»; встановлення нових 36-дюймових прожекторів.

## Командири корабля
- з 2 липня 1906 — кептен Реджинальд Бекон[en] (англ. Reginald Bacon)[74]
- з 12 серпня 1907 року — кептен Чарльз Медден[en] (англ. Charles Madden)[74]
- з 1 грудня 1908 по 24 лютого 1909 — кептен Чарльз де Бартоломе[en] (англ. Charles Martin-de-Bartolomé)[ком. 6][ком. 7]
- з 1 грудня 1908 — кептен Арчібальд Мур[en] (англ. Archibald Gordon Henry Wilson Moore)[75][ком. 8]
- з 30 липня 1909 — кептен Герберт Річмонд (англ. Herbert William Richmond)[ком. 9]
- з 28 березня 1911 — кептен Сідні Фрімантл (англ. Sydney Robert Fremantle)[ком. 10]
- з 19 грудня 1912 — кептен Вілмот Ніколсон (англ. Wilmot Stuart Nicholson)[76][ком. 11]
- з 10 червня 1914 — кептен Вільям Алдерсон (англ. William John Standly Alderson)[77][ком. 12]
- з 19 липня 1916 — кептен Джон Макклінток (англ. John William Leopold McClintock))[ком. 13]
- з 1 грудня 1916 — кептен Артур Д'Ает (англ. Arthur Cloudesly Shovel Hughes D'Aeth)[ком. 14]
- з січня 1918 — кептен Томас Вардл (англ. Thomas Erskine Wardle)[ком. 15]
- з 20 квітня 1918 по 5 жовтня 1918 — кептен Моріс Фітцморіс (англ. Maurice Swynfen Fitzmaurice)[ком. 16]
- з 25 лютого 1919 по 31 березня 1920 — кептен Роберт Коппінгер (англ. Robert Henry Coppinger)[ком. 17]

## Служба

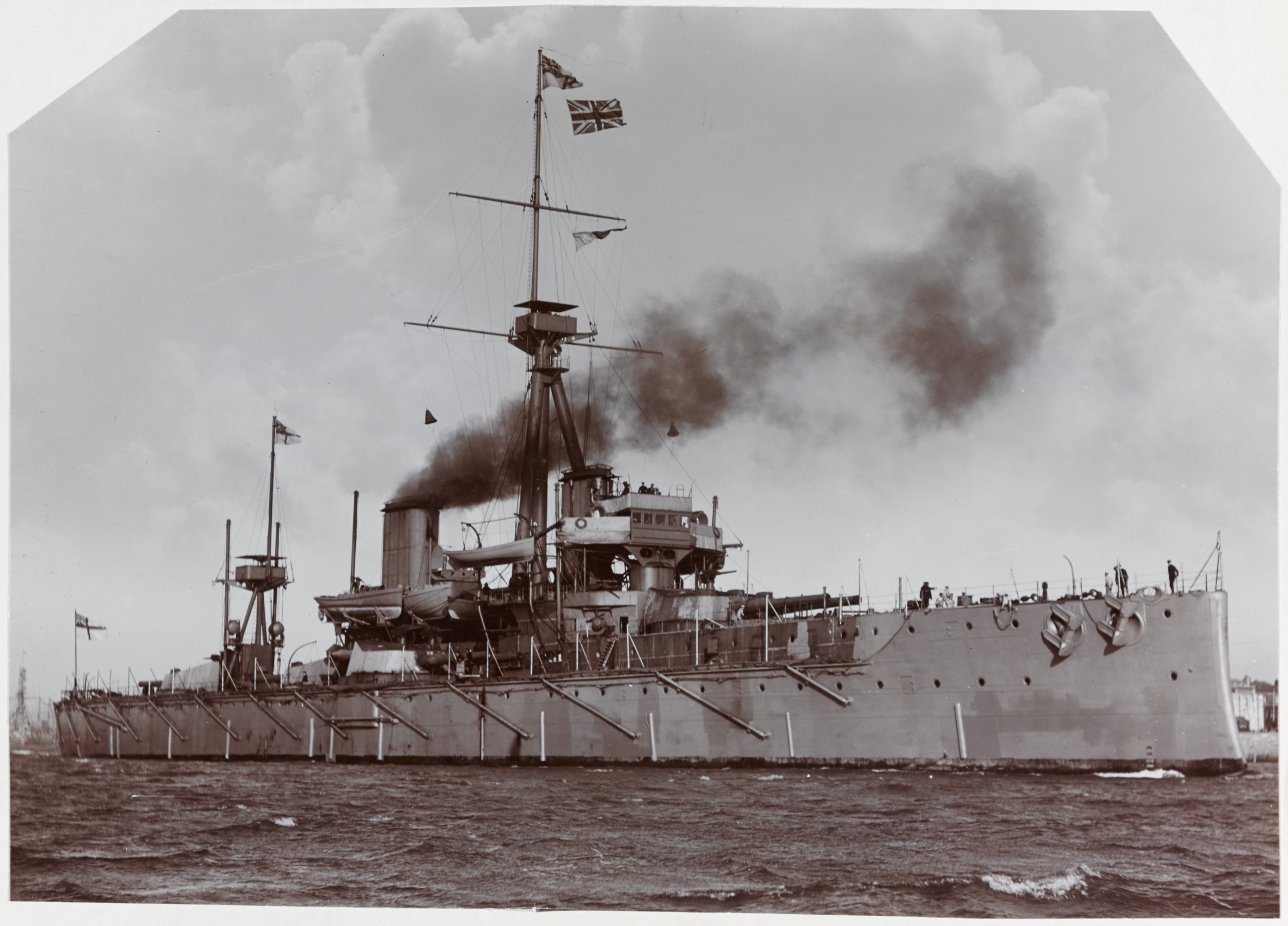
HMS Dreadnought у 1906 році

Після повернення з експериментального походу «Дредноут» 27 травня 1907 року був прийнятий на службу як флагман Норської дивізії (англ. Nore Division) новосформованого Флоту Метрополії і у квітні 1907 року командувач флотом, віцеадмірал Френсіс Бріджмен підняв на ньому прапор. «Дредноут» залишався флагманом Флоту Метрополії до 1911 року, коли він був переведений 1-шу дивізію лінкорів як рядовий корабель. Майже всю свою кар'єру він провів у рідних водах, за винятком навчань флоту біля атлантичного узбережжя Іспанії та коротких візитів до Середземного моря у 1907 та 1913 роках.
Наприкінці 1912 року лінкор був переведений до 4-ї ескадри лінкорів і став її флагманом. Він залишався у 4-й бойовій ескадрі, спочатку у складі Флоту Метрополії, а потім після початку війни у сформованому Гранд-фліті до липня 1916 року, коли його було відправлено на південь, як підкріплення для 3-ї ескадри лінкорів в Ширнессі. «Дредноут» повернувся до Скапа-Флоу у склад 4-ї бойової ескадри у травні 1918 року.
Під час війни служба «Дредноута» була відносно рутинною. Він ніколи не застосовував головний калібр по супротивнику. «Дредноут» навіть не брав участі у Ютландській битві, тому що з 18 квітня по 22 червня 1916 року перебував на ремонті у Розайті.
Єдина нагода відзначитися представилася лінкору 18 березня 1915 року. Після відпрацювання спільного маневрування з Гранд-Флітом 4 ескадра з «Дредноутом» у складі поверталася на резервну базу в Кромарті. О 12:28, коли «Дредноут» далеко відійшов від основних сил Гранд-Фліту, лейтенант-командер Пірсі помітив на відстані близько 8 кбт (1300 м) перископ підводного човна. Лінкор розвернувся на субмарину та збільшив швидкість до 17,5 вузлів. На субмарині, мабуть, «Дредноута» не помітили й вона продовжувала йти нестабільним курсом, перерізаючи курс лінкора, переходячи з лівого на правий борт. З відстані 3 кбт було відкрито вогонь з 76-мм гармат, але без успіху. О 12:35 човен все ще йшов колишнім курсом і «Дредноут» пішов на таран. Удар форштевнем «Дредноута» припав на першу чверть корпуса човна у правий борт. На мить носова частина човна з'явилася з води й британцям вдалося побачити її номер — «U-29». Підводний човен «U-29» пішов на дно з усім екіпажем. Його командиром був ас-підводник Отто Веддіген, який раніше командував підводним човном «SM U-9» і на початку війни потопив за один день три британські броненосні крейсери — «Абукір», «Хог», «Крессі»; також 15 жовтня 1914 року «U-9» під командуванням Веддігена потопила четвертий британський крейсер «Хоук». За успішний маневр лінкор отримав подяку командувача Гранд-Фліта адмірала Джелліко.
Крім цього епізоду «Дредноут» декілька разів у 1917—1918 роках застосовував свою зенітну артилерію проти німецької авіації, яка здійснювала рейди на Чатем та Лондон. Наприкінці 1918 року «Дредноут» перебував на ремонті у Розайті. На ньому, як і на інших британських лінкорах, планувалося встановити на кінцевих баштах платформи для злету літаків, проте у зв'язку із закінченням війни роботи було припинено.
12 січня 1919 року «Дредноут» виведено у резерв, після чого він перебував у Розайті. З 25 лютого використовувався як тендер при лінкорі «Геркулес». 31 березня 1920 року включений до списку кораблів на продаж. 9 травня 1921 року його було продано на злам фірмі «T. W. Ward» за 44 750 фунтів стерлінгів. 2 січня 1923 року переведений до Інверкітінга, де й був розібраний на метал.

## Оцінка проєкту

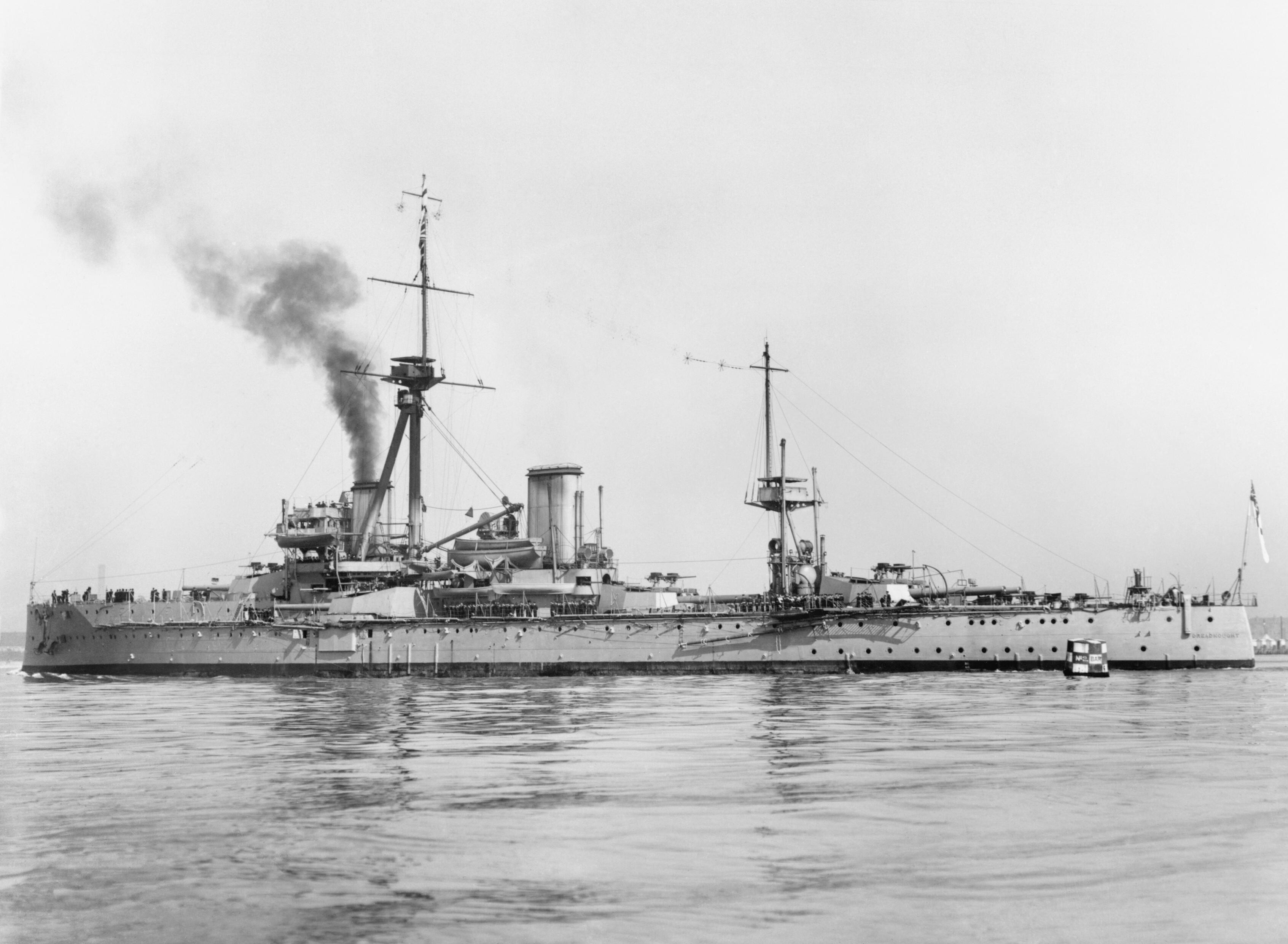
«Дредноут» на початку служби.

При проєктуванні «Дредноута» кораблебудівники були зв'язані жорстким обмеженням зростання водотоннажності. Так, броненосці типу «Кінг Едуард VII» мали водотоннажність 16 350 т і вартість £ 1 475 075, а наступні за ними типу «Лорд Нельсон» — 16 500 т (зростання 1,5 %) і 1 651 339 £ (зростання 12 %), а «Дредноут» — 17 900 т (зростання 8 %) і £ 1 783 883 (зростання 8 %). Через обмеження водотоннажності конструкторам «Дредноута» довелося насамперед посилити озброєння та підвищити швидкість, пожертвувавши зростанням захисту.
Принциповою відмінністю проєкту «Дредноута» від попередніх проєктів броненосців стала артилерія. На кораблі, порівнянному за водотоннажністю з класичними ескадреними броненосцями, вдалося розмістити десять 305-мм гармат. У той час броненосці Великобританії та інших країн несли лише чотири важкі гармати та скорострільні гармати проміжного калібру. 45-каліберні гармати «Дредноута» не були чимось видатним, не відрізняючись від озброєння останніх британських броненосців типу «Лорд Нельсон». Головною відмінністю було те, що у бортовому залпі «Дредноута» брало участь 8 гармат — удвічі більше, ніж у «Лорда Нельсона».
Невдалою стороною проєкту був протимінний калібр. 76-мм гармат було недостатньо для завдання істотних пошкоджень тодішнім есмінцям і в кращому випадку можна було розраховувати на зрив виходу його в торпедну атаку. Також невдалим було й розміщення гармат. Встановлені на палубі гармати зняли ще в ранній період служби. Розташовані на баштах головного калібру також викликали масу нарікань, тому у наступних проєктах британських лінкорів їх замінили на 102-мм гармати у надбудовах.
Іншою особливістю проєкту стала висока швидкість та використання турбін. Турбіна порівняно з паровою машиною мала меншу економічність на крейсерській швидкості, проте водночас мала і низку переваг. При рівній потужності турбінна установка мала меншу вагу, меншу вартість і її обслуговування потребувало менше людей. Застосування турбін дозволило заощадити 600 т на масі машинної установки та 1000 т водотоннажності. Крім того, турбінна енергетична установка мала більшу надійність та меншу шумність. Під час випробувального походу турбінна установка підтвердила свою надійність. Корабель із поршневими машинами міг витримати 7000-мильний похід, проте після нього знадобилося б повне перебирання механізмів.
В умовах обмеження зростання водотоннажності витрата ваги на бронювання «Дредноута» йшла за залишковим принципом. І хоча конструктор Філіп Воттс доводив, що захист «Дредноута» за рахунок перерозподілу броні був еквівалентним захисту «Лорда Нельсона», місцями він був явно слабшим. Критикували відмову від верхнього броньового поясу. Частково це виправдано тим, що на «Лорді Нельсоні» він захищав систему подачі башт проміжного калібру. На «Дредноуті» башти головного калібру мали індивідуальний захист, і потреби у цьому не було, але при цьому захист також втратили димові труби, що знижувало бойову стійкість лінкора. На «Дредноуті» посилили протиторпедний захист шляхом встановлення броньових екранів у районі погребів, але платою за це стало зниження товщини головного поясу з 305 до 279 мм. До того ж головний броньовий пояс по висоті складався з двох смуг плит, і верхня смуга плит малу товщину 203 мм. При повному навантаженні 279-мм пояс йшов під воду, і якби «Дредноут» вступав у бій одразу після виходу з бази, його борт прикривала б лише 203 мм броня. Однак зазвичай британські лінкори вступали в бій після істотної витрати вугілля, коли внаслідок спорожнення вугільних бункерів нижня смуга плит виходила із води. Від «Лорда Нельсона» «Дредноут» успадкував досить дивну особливість бронювання району погребів головного калібру. У районі носової башти головного калібру товщина головного поясу зменшувалася до 229 мм, а в районі кормової башти головний пояс закінчувався на середині барбета, і далі йшов пояс лише 102-мм товщини. Це значно послаблювало захист погребів кінцевих башт, при цьому заощаджувало всього приблизно 15 т броні й навряд чи могло виправдати таке рішення. Таке зменшення броні головного поясу у районі погребів повторили в наступному проєкті лінкорів типу «Беллерофон» та перших типах лінійних крейсерів, але далі його не застосовували.
«Дредноут» проєктувався з урахуванням зростаючих дистанцій бою, проте конструктори не змогли передбачити зростання цих дистанцій до 60—70 кбт. Захист «Дредноута» було розраховано на настильні траєкторії вогню, але на дистанціях 60—70 кбт й вище, які стали звичайними під час Першої світової, траєкторія падіння снарядів ставала навісною. Недоліками бронювання у такій ситуації ставали зниження товщини барбетів за броньовим поясом, відсутність носового траверзу та досить тонкі броньові палуби. Після Ютландської битви 1916 року палуби англійських лінкорів у районі погребів терміново посилили додатковим шаром броні.

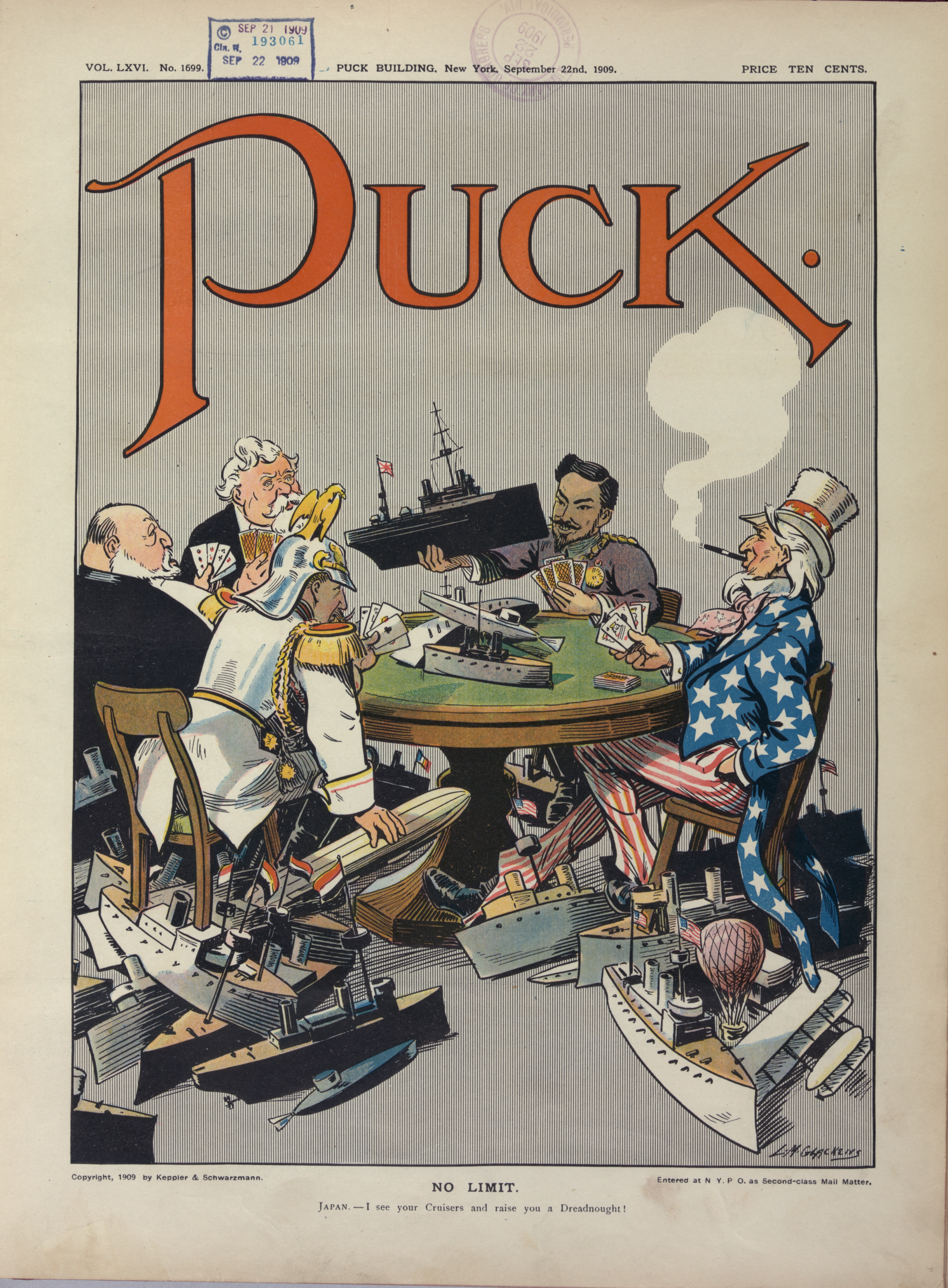
Гонка озброєнь на морі: імператор Японії піднімає ставку у грі на один дредноут. Журнал Puck, 1909.

Видатна концепція та кількість впроваджених на цьому кораблі новинок, особливо єдиний головний калібр та 21-вузлова швидкість, зробили «Дредноут» епохальним кораблем. Його конструкція була якісно новою, а його власна назва стала загальною. Усі наступні лінкори, побудовані за цією концепцією, почали називати «дредноутами».
Водночас сам факт будівництва «Дредноута» зазнав значної критики. Британія, яка дотримувалася «дводержавного стандарту», мала найбільший у світі флот броненосців. Поява якісно нового корабля зробила морально застарілими усі побудовані до цього броненосці, позбавивши Британію її переваги на морі. Британії довелося будувати лінійний флот наново, що давало флоту кайзерівської Німеччини шанс наздогнати англійський флот за кількістю лінійних кораблів. У 1900-х роках такий стан справ призвів до напруженої гонитви морських озброєнь. Кожен наступний лінкор прагнули побудувати сильнішим за попередній, так що перед початком Першої світової війни це призвело до появи «супердредноутів» із гарматами калібру 343—381 мм. Але, як вірно зауважував лорд Фішер, ідея лінкора з однокаліберною артилерією на той час вже висіла в повітрі. Італієць Куніберті опублікував свій проєкт швидкохідного лінкора, а американці навіть встигли замовити свої перші однокаліберні лінкори типу «Мічіган» раніше за британців — у березні 1905 року. Поява кораблів із таким озброєнням була лише справою часу, і Фішер передбачив ці події, дозволивши Британії стати лідером у гонці морських озброєнь.

## Аналоги
| Розріз по міделю капітальних кораблів, закладених у 1905—1907 роках | Розріз по міделю капітальних кораблів, закладених у 1905—1907 роках | Розріз по міделю капітальних кораблів, закладених у 1905—1907 роках |
| ------------------------------------------------------------------- | ------------------------------------------------------------------- | ------------------------------------------------------------------- |
|                                                                     |                                                                     |                                                                     |
| броненосець «Лорд Нельсон» Велика Британія                          | лінкор «Дредноут» Велика Британія                                   | лінкор «Вестфален» типу «Нассау» Німецька імперія                   |

### «Саут Керолайна»
У США лінкор із єдиним калібром артилерії розробляли в той самий час, коли британці проєктували «Дредноут». Конгрес виділив кошти на два нові лінкори «Саут Керолайна» та «Мічиган» навіть раніше від Великої Британії — 3 березня 1905 року, але на відміну від британського корабля роботи над новим американським проєктом велися неспішно. Етап ескізного проєктування США завершили 26 червня 1905 року. Детальне проєктування велося з липня по листопад 1905, а креслення затвердили 23 листопада 1905 року. Кошти на будівництво були виділені у межах 1906 фінансового року, що закінчувався 30 червня 1906, проте закладка відбулася лише у грудні 1906 року. Отже, на час вступу до ладу пари американських лінкорів у Великій Британії вже побудували чотири дредноути та три лінійні крейсери.
До моменту виділення коштів ВМС США не змогли обґрунтувати збільшення водотоннажності, тому «Мічигани» будувалися з лімітом, що діяв для броненосців — 16 000 дов. т. Це зумовило слабкість проєкту порівняно з «Дредноутом». «Саут Керолайна» несла вісім 305-мм гармат проти десяти на «Дредноуті». Гармати подібно до «британця» розташовувалися у двогарматних баштах, проте задля економії водотоннажності американський конструктор Вашингтон Кепс розташував їх за вигіднішою лінійно-піднесеною схемою — по дві башти на носі та кормі, одна над іншою. Ця схема, що надалі застосовувалася майже на усіх лінкорах, дозволила американському кораблю мати ті ж вісім гармат у бортовому залпі, що й у «Дредноута».
Як і на британському лінкорі, протимінний калібр був представлений 76-мм гарматами. Їхня ефективність була явно недостатньою і всі наступні американські лінкори отримали протимінну артилерію калібру 127 мм.
Обмеження водотоннажності призвело до того, що на лінкорах типу «Саут Керолайна» в деяких місцях товщину броні зменшили порівняно з броненосцями типу «Коннектикут». З усім тим, товщина головного броньового поясу становила ті ж 279 мм, збільшуючись у районі погребів до 305 мм. Багато уваги приділили конструктивному підводному захисту. Самі американці вважали, що за глибиною та завдяки однорідності, що обумовлено відмовою від бортових башт, вона[хто?] виглядала привабливішою, ніж на європейських кораблях.
Головною вадою американського проєкту була низька швидкість ходу. Американські конструктори не мали достатнього досвіду роботи з турбінами й були змушені втиснути силову установку в обмежений об'єм. Вони вибрали для нового лінкора парові машини та дуже скромну швидкість 18 вузлів (33,3 км/год), таку ж як у броненосців того часу. Проєкт досить скромно оцінювався європейськими фахівцями, а у роки війни «Саут Керолайни» діяли разом зі старими броненосцями у домашніх водах і не були відправлені до Європи.

### «Нассау»
У Німеччині до проєктування лінкорів з єдиним калібром приступили пізніше від британців та американців. Перший проєкт лінкора з єдиним калібром (вісім 280-мм гармат) датується жовтнем 1905. Відповіддю на британський «Дредноут» стали чотири лінкори типу «Нассау» програми 1906 року. За попередніми розрахунками нові німецькі кораблі виходили значно більшими за попередні броненосці типу «Дойчланд». На щастя для Імператорського флоту, Німеччина на початку XX століття провадила велику програму розвитку інфраструктури — поглиблення портів та каналів, розширення баз та корабелень, тому на початок «дредноутної лихоманки» виробничі потужності були готові до будівництва більших кораблів. Завдяки зусиллям військово-морського міністра Тірпіца значно зросли бюджетні фонди, що виділялися на будівництво, — кожен лінкор типу «Нассау» коштував скарбниці 37 млн рейхсмарок проти 23 млн у типу «Дойчланд». Завдяки цьому німецькі конструктори не були скуті обмеженням у водотоннажності, й перший німецький дредноут виявився більшим за британський на 700 т нормальної водотоннажності.
Попри те, що на роль головного калібру розглядалися і 305-мм гармати, німецькі конструктори зупинили свій вибір на 280-мм калібрі. Нові 45-каліберні гармати з новим бронебійним снарядом мали бронепробивність біля дульного зрізу 889 мм сталевої плити, що вважали достатнім. Враховуючи незадовільну якість британських снарядів та велику товщину броні на німецьких лінкорах, німецькі фахівці вважали 280-мм гармати «Нассау» еквівалентними 305-мм гарматам «Дредноута».
Коштом меншої ваги німецьким інженерам вдалося розмістити на новому лінкорі дванадцять 280-мм гармат у шести двогарматних баштах. В німецькому флоті враховувалася можливість «звалища» у бою, тому висувалося вимога забезпечення максимально можливого вогню у різних напрямах. Також вважалося, що потрібно забезпечити «вогневий резерв» — можливість під час виведення з ладу гармат одного борту мати змогу використовувати непошкоджені гармати другого борту, тому обрали гексагональне розміщення башт, визнане згодом нераціональним. Через це бортовий залп німецького лінкора становив ті ж самі вісім гармат, що і в «Дредноута».
На «Нассау» стояла протимінна артилерія двох калібрів — 150 та 88 мм. З досвіду війни 88-мм гармати визнали малоефективними, але 150-мм гармати виявилися кращими, ніж 76-мм і 102-мм гармати британських лінкорів, пристосовані до відбиття торпедних атак, і застосовувалися потім на всіх наступних дредноутах Німецької імперії.
Німці, як і американці, не ризикнули встановлювати на своїх дредноутах парові турбіни, залишивши парові машини. На цей вибір вплинуло те, що використання парових машин забезпечувало меншу довжину машинних відділень і більшу економічність силової установки. Максимальну проєктну швидкість встановили в 19 вузлів, і за цим показником німецький дредноут поступався британському опоненту. Основною зоною дії для німецьких лінкорів мало стати Північне море, тому вимоги до морехідності були невисокими; висота борту, отже, і відносна маса корпусу, були меншими.
Починаючи з «Нассау», характерною рисою німецьких лінкорів стали сильне бронювання та гарний конструктивний підводний захист. Головний пояс «Нассау» мав товщину 270 мм, а на наступних кораблях серії його товщину збільшили до 290 мм. При цьому бронювання розподілялося по більшій площі та мало більшу товщину. Розуміючи небезпеку торпедно-мінної зброї, німецькі кораблебудівники приділили багато уваги захисту від підводних вибухів. Лінкори отримали суцільну протиторпедну перебірку з суднобудівної сталі товщиною 30 мм по всій довжині машинно-котельних відділень і розвинену систему боротьби за живучість.
| Закладений                           | 1903                                                            | 1903                                              | 1905                                               | 1905                              | 1906                              | 1907                                            |
| Введенний у дію                      | 1906                                                            | 1906                                              | 1908                                               | 1906                              | 1910                              | 1909                                            |
| Водотоннажність нормальна, т         | 16 256,6                                                        | 13 191                                            | 16 090                                             | 18 400,5                          | 16 256,6                          | 18 873                                          |
| Повне, т                             | 17 983,9                                                        | 14 218                                            | 17 820                                             | 22 195,4                          | 17 983,9                          | 20 535                                          |
| Тип ЕУ                               | ПМ                                                              | ПМ                                                | ПМ                                                 | ПТ                                | ПМ                                | ПМ                                              |
| Проєктна потужність, к. с.           | 16 500                                                          | 16 000                                            | 16 750                                             | 23 000                            | 16 500                            | 22 000                                          |
| Проєктна максимальна швидкість, вуз. | 18                                                              | 18                                                | 18                                                 | 21                                | 18                                | 19                                              |
| Дальність, миль (на швидкості, вуз.) | 6620 (10)                                                       | 4800 (10)                                         | ?                                                  | 6620 (10)                         | 5000 (10)                         | 9400 (10)                                       |
| Бронювання, мм                       |                                                                 |                                                   |                                                    |                                   |                                   |                                                 |
| Пояс                                 | 279                                                             | 225 (240)                                         | 305                                                | 279                               | 279 305 в районі погребів         | 270 (290)                                       |
| Верхній пояс                         | 179—152                                                         | 160 (170)                                         | 203                                                | —                                 | —                                 | 160                                             |
| Палуба                               | 38—76                                                           | 40                                                | 25—76                                              | 35—76                             | 38—63                             | 55—80                                           |
| Башти                                | 305                                                             | 280                                               | 305                                                | 279                               | 305                               | 280                                             |
| Барбети                              | 254                                                             | 280?                                              | 305                                                | 279                               | 254                               | 265                                             |
| Рубка                                | 229                                                             | 300                                               | 305                                                | 279                               | 305                               | 400                                             |
| Схема розташування ГК                |                                                                 |                                                   |                                                    |                                   |                                   |                                                 |
| Озброєння                            | 2×2 — 305-мм/45 4×2 — 203-мм/45 12×1 — 178-мм 20×1 — 76-мм 4 ТА | 2×2 — 280-мм/40 14×1 — 170-мм/40 20×88-мм/35 6 ТА | 2×2 — 305-мм/45 10×234-мм/50 24×76-мм 2×47-мм 5 ТА | 5×2 — 305-мм/45 27×1 — 76-мм 5 ТА | 4×2 — 305-мм/45 22×1 — 76-мм 2 ТА | 6×2 — 280-мм/45 12×1 — 150-мм 14×1 — 88-мм 6 ТА |

## Культурний вплив

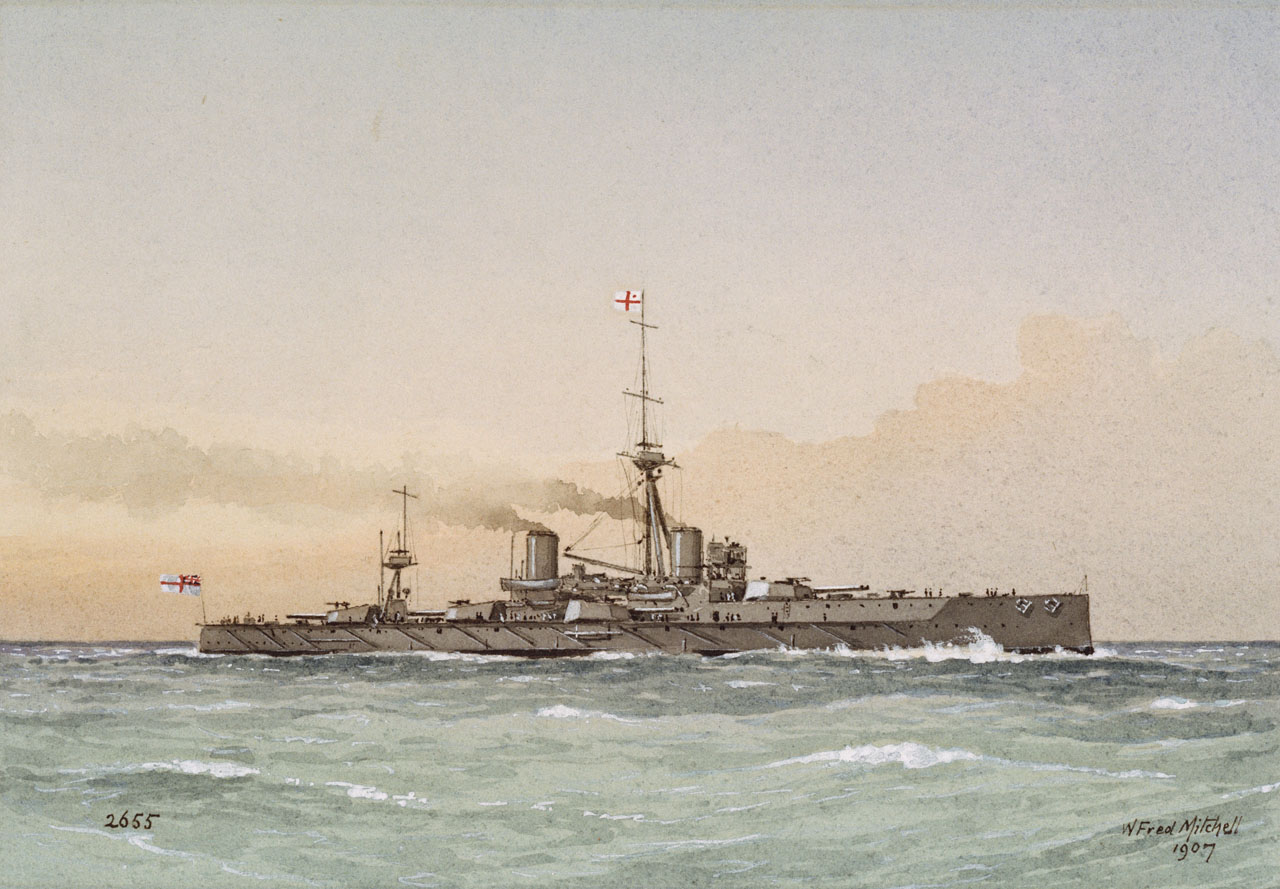
HMS Dreadnought авторства Вільям Фредерік Мітчелл. Ця ілюстрація стала обкладинкою The Naval Annual 1907 року.

У 1900-ті роки — на зорі кінематографа — «Дредноут» було знято у декількох короткометражних стрічках. 1906 року компанія Charles Urban Trading Company випустила двохвилинний чорно-білий німий фільм, знятий на 35-мм плівку, в якому було показано церемонію спуску «Дредноута» на воду під керівництвом короля Едуарда VII. Наступного року компанія випустила ще одну документальну стрічку, що зображала військово-морські навчання з захисту найновішого лінкора Великої Британії від торпед та підводних човнів. 1909 року британська кінокомпанія Gaumont створила восьмихвилинний фільм, присвячений церемонії королівського огляду кораблів британського флоту — серед яких «Дредноут» та новіший «Інвінсбл» — на базі Спітгед. На думку кураторки німого кіно Національного архіву Британського інституту кінематографії Брайоні Діксон, «увесь фільм вражає своєю якістю і, можливо, був передвісником довгострокового переходу британського „Ґомона“ у виробництво престижної документалістики».

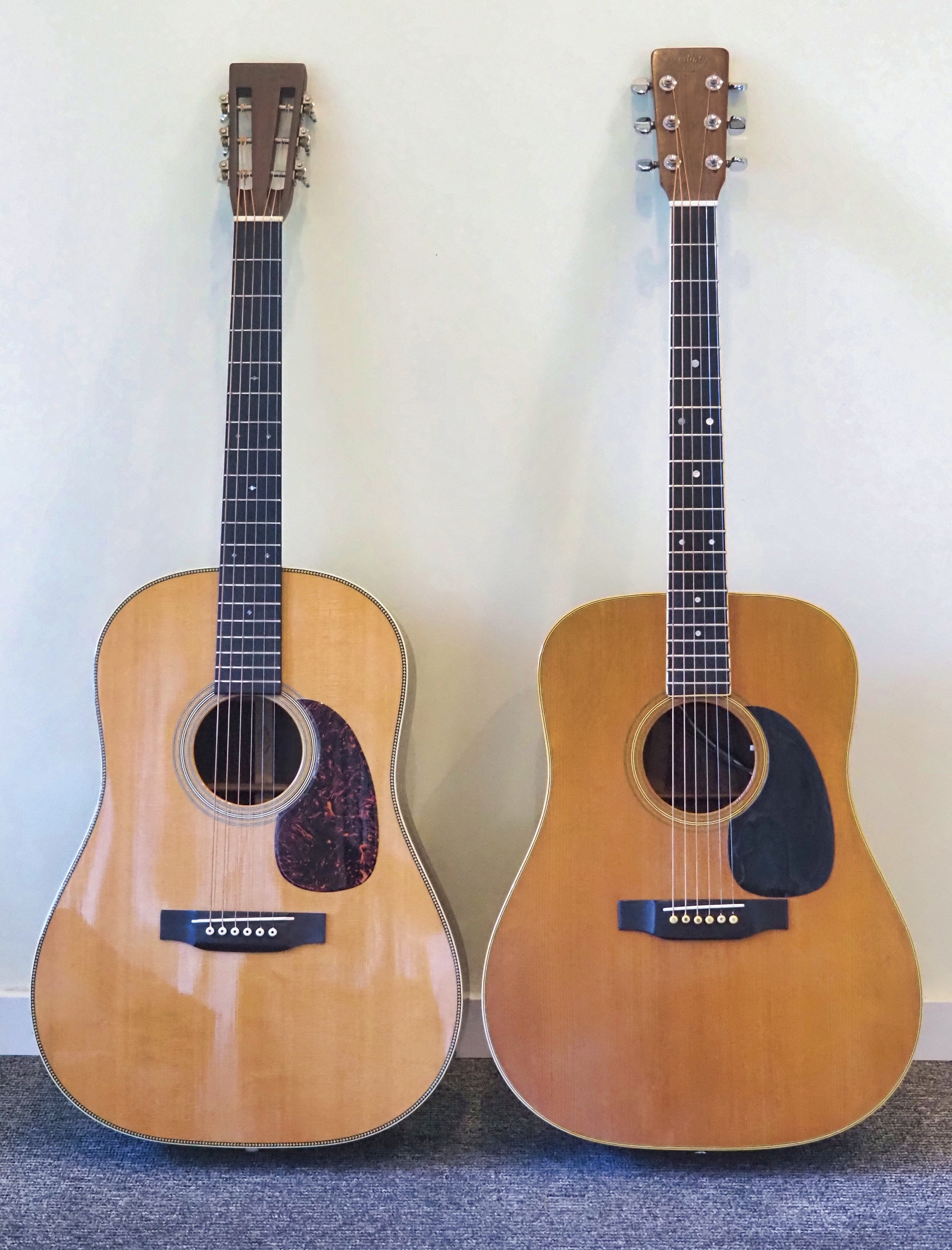
Акустичні гітари-дредноути

Назва британського лінкора, який став справжньою подією в історії військово-морського флоту, неодноразово використовувалася як синонім розміру та потужності. Великі акустичні гітари компанії «Мартін», що були створені 1916 року та відзначалися потужним звучанням та насиченими середніми та низькими тонами, отримали назву «Dreadnought»; пізніше «дредноутами» стали називати акустичні гітари з корпусом збільшеної прямокутної форми будь-яких виробників. Відкритий у 2010-х роках надмасивний вид динозаврів довжиною 26 м та вагою понад 60 тонн отримав назву Dreadnoughtus schrani: «З тілом розміром з будинок, вагою стада слонів і озброєним хвостом Дредноутус нічого б не боявся. Це нагадує мені клас лінійних кораблів початку минулого століття, які називаються дредноутами, які були величезними, товстими та практично непроникними» — пояснив вибір назви професор Кеннет Лаковара.